# 痛いのは嫌なので防御力に極振りしたいと思います。
『痛いのは嫌なので防御力に極振りしたいと思います。』（いたいのはいやなのでぼうぎょりょくにきょくふりしたいとおもいます）は、夕蜜柑による日本の小説。メディア等での略称は「防振り」。「小説家になろう」にて2016年5月から2025年2月まで連載された。書籍版がKADOKAWAのカドカワBOOKSより刊行され、イラストは狐印が担当。2023年10月時点でコミックス累計部数は140万部を、同年8月時点でシリーズ累計部数は270万部（電子版含む）をそれぞれ突破している。
メディアミックスとして、おいもとじろうによるコミカライズ版が『月刊コンプエース』（KADOKAWA）にて2018年7月号から連載されているほか、2018年12月6日より特設サイトでサワノアキラによる4コマ漫画『4コマで分かる「防振り」』が配信中。また、テレビアニメ化も企画され、第1期は2020年、第2期は2023年に放送された。『痛いのは嫌なので防御力に極振りしたいと思います。〜らいんうぉーず！〜』のタイトルでゲームアプリが2020年1月から2021年9月までリリースされた。

## あらすじ
友人の白峯理沙に勧められて、VRMMO『NewWorld Online』をプレイすることになった本条楓は、メイプルという名前でプレイを始めることになった。
しかし、ゲーム初心者であるメイプルは「痛いのが嫌だ」という理由で不人気の「大盾」を選び、ステータスポイントも全て防御力に振る「極振り」をしてしまう。極振りしたせいで悪戦苦闘するメイプルだったが、そこから偶然が重なって様々なスキルを獲得し、ダンジョンで最奥にいる毒竜（ヒドラ）を奇想天外な方法で倒し、レア装備とレアスキルを獲得する。さらに、レベルが上がるとそれで得たステータスポイントをすべて極振りすることを繰り返した結果、無敵の防御力を誇るようになる。
そして、第1回イベントで、レアスキルと驚異的な防御力で他のプレイヤーたちをことごとく無傷で返り討ちにして見事3位の成績を収めたことで、一躍注目の的となる。
その後、サリーこと理沙も参入し、様々なプレイヤーおよび運営スタッフたちから注目されながら、メイプルは『NewWorld Online』をプレイし続けていく。

## 登場キャラクター
声の項はテレビアニメ版の声優。

### 【楓の木】
メイプルとサリーによって結成されたギルド。メンバー数は8人だけ（1PTの上限）と規模だけなら10人にも満たない弱小ギルドレベルだが、第1回イベントの上位10位以内が3人所属している。さらにメンバー全員が運営の悪ふざけで用意された入手困難なユニーク装備や隠しスキルを手に入れており、一筋縄ではいかない異常枠のプレイヤーだけでメンバーが構成されてしまっているため、他プレイヤーからは「人外魔境」「魔界」と呼ばれるほど恐れられている。
メイプル / 本条 楓（ほんじょう かえで）
声 - 本渡楓
身長：145センチメートル / 第1回イベント：3位
本作の主人公。黒髪黒目で、アホ毛が特徴の少女。
友人の理沙に押し切られて『NewWorld Online』を始める。基本的にゲームの知識には乏しく、小学6年生の時に予防接種で大泣きしたというほど痛いのが嫌いな彼女は、初期設定でダメージを受けないという理由で防御力だけが取柄の大盾を選び、ステータスポイントも防御力（VIT）を上げればダメージを受けないから痛くないと考えて一点特化（極振り）してしまった。しかし、これが上手く噛み合い、ゲーム初心者ゆえの常識に囚われない予測不能な行動と偶然によって運営の悪ふざけな隠し要素を獲得し、レベルが上がると防御に極振りし続けた結果、通常攻撃では全くダメージを受けないほどの防御力を有するようになる 。一方、それ以外のステータスは初期値から全く成長していない。ダンジョンで毒竜との戦いで、装備していた短刀と大盾が毒のブレスで腐食してしまい消滅したため、攻撃と防御手段が無くなってしまうが、【瞑想】を使用して毒のブレスに耐えて【毒無効】を獲得した。さらに「竜のお肉ボロボロで柔らかそう」と毒竜を食べるというトンでもない方法で倒したことによって、レアスキル【毒竜】とユニークシリーズのレア装備を獲得する。第1回イベントでは自身の移動スピードでは探すより待った方が良いと考え、地面に落書きなどをして過ごしていた所（アニメ版では、竜の絵を描いていた〈また、その絵はとても上手〉。）、襲撃してきた2千人以上のプレイヤーを無敵の防御力と【毒竜】【悪食】などのレアスキルを駆使し、無傷で全て返り討ちにしたことによって3位の成績を収める。可愛らしい外見と初心者らしい初々しさ、そして無敵の強さによってプレイヤーたちから「歩く要塞」と呼ばれて興味と畏怖を抱かれる。
第2回イベントにてゲーム内で1週間生活した影響で、現実に戻ってからの学校生活で戦闘の構えをしたり【カバームーブ】と口走りそうになったりするなどの失態を演じたため、影響を抜くために3日ほどゲームにログインしなかった。
物語の進行とともに防御力（VIT）は上昇し続け、自爆系スキルの大ダメージにも耐えられるようになる。メイプル自身の移動速度の遅さは変わらないが、浮遊シロップや【暴虐】【機械神】の砲撃の反動など、様々なスキルや頼もしい仲間達のフォローなどでカバーしている。攻撃力 (STR) そのものは育成していないが、元々の数値には依存しない強力な攻撃スキルを複数持つため、実質的にはタンク能力とアタッカー能力を併せ持つこととなっている。初期の頃は装備をすべて外した状態でサリーに背負ってもらったこともある（アニメ版ではサリーの背中からイヌ型モンスターを攻撃、【悪食】で吸収した）ほか、味方を庇うスキル【カバー】【カバームーブ】を利用して「サリーのいる場所」へ高速移動する変則技を使いこなす。
これらのスキルや行動とは裏腹にとても素直でまっすぐな性格で、誰とでもすぐに仲良くなれるほど人懐っこい。深く考えずに思い付いたことをすぐに行動に移すが、サリー曰く普段から斜め上行く突拍子もないことを思いつくため、誰にも予想できないことをしでかす。加えて、激レアのキーアイテムを引き当てる等の運の良さも持つ。
メイプルの規格外の強さや運の良さによるゲームバランスの崩壊を危惧した運営から、たびたび所有しているスキルを弱体化されるが、予想を上回る行動と幸運によって運営の意図を超えてどんどん成長を遂げている。いつの間にかゲームの看板キャラクターと化して調整し辛くなり、売り上げにも貢献していることから、以後は見守るという名目で運営から半ば匙を投げられる。ギルドでは異常枠筆頭であり、出掛ければ何かしらを起こして帰ってくる。取得したレアスキルの効果でたびたび外見が変化する。
寝付きは非常に良く、ベッドに横になって部屋を暗くすると即寝てしまう。
シロップ
声 - 島袋美由利
メイプルとサリーが第2回イベントで隠しボスの【銀翼】を倒したことで手に入れた【幻獣の卵】から生まれた亀。名前はメイプルシロップから。リクガメ型だが、移動速度はメイプルより速い。普段は人の頭ほどの大きさだが、レベルアップして得たスキル【巨大化】とメイプルが得たスキル【念力】によって飛行できる乗り物になり、メイプルは上空から毒の雨【アシッドレイン】をばら撒く非道な攻撃が出来るようになり「浮遊要塞」と言われる。後に【精霊砲】等の攻撃スキルを覚えたことで戦闘に直接参加出来るようになった。

サリー / 白峯 理沙（しろみね りさ）
声 - 野口瑠璃子
身長：155センチメートル / 第1回イベント：不参加
楓の小学生時代からの親友。栗色のポニーテールの髪型が特徴の少女。楓からは友情を純粋に認められながらも同時に振り回されることの多さから辟易されていることもある。
楓とは違いかなりのゲーマー。負けず嫌い。楓に『NewWorld Online』を勧めるが、自身は学業成績低迷が原因で第1回イベント後に遅れて参加する。初期設定で短剣を選び、メイプルの防御特化に対して「回避特化（回避盾）」を目指す 。メイプルとは対照的に【VIT】値は0で、【AGI】を中心に複数のステータスにポイントを振っている。集中力と反射神経が人間離れした回避と見切りの異常枠で、スキルを使わずに攻撃を紙一重で回避 して作中では現在進行形で一切ダメージを受けておらず、入手できないスキルを動きと速度を全て覚えて練習して完全再現し、さらに、ライバルギルド偵察目的の対人戦で格下であると見せかけてブラフをかますほどの腕前の持ち主。運とやらかしでキャラクターは規格外れだが本人自身は普通なメイプルとは異なり、サリーは本人の素の能力が異常に飛び抜けているタイプ。
ギルド設立の際、メイプルがログインしていない間に、設立に必要となるアイテムと資金を僅か3日で揃えている。
実はお化けなどホラー系が大の苦手 で、幽霊系の敵が出ると戦闘できず一目散に逃げ出してしまうほど。ホラーゾーンだった六層実装時は、七層に行けるようになるまでほとんどログインしなかった。VRホラーゲームを使って克服を試みたりもしたが、結局挫折している。
八層で二つ目のユニークシリーズを獲得した。
朧（おぼろ）
声 - 松井暁波
メイプルとサリーが第2回イベントで隠しボスの【銀翼】を倒したことで手に入れた【幻獣の卵】から生まれた狐。サリーの戦闘スタイルと相性が良く、分身や狐火での補助を行う速度特化型。

クロム
声 - 杉山紀彰
身長：180センチメートル / 第1回イベント：9位
大盾使いのベテラン男性プレイヤー。
面倒見が良い兄貴分的存在。たまたま知り合ったメイプルをイズの店に案内する。メイプルに興味を持ったプレイヤーたちとともに見守りスレッドを立てて、時折情報を提供している。
死亡回数が千を超えているだけあって大盾の扱いはメイプルより上手で、第1回イベントでは9位の成績を収める。メイプルに誘われて【楓の木】に加入した当初は、「盾性能はメイプルの劣化版」と思い悩んでいた。ギルド加入当初は数少ない普通枠としてイズ製装備を使用していたが、後にその死亡回数が解放トリガーとなる隠しダンジョン【亡者の墓】でユニークシリーズを入手。ユニーク装備の性能のおかげで「リジェネ盾」となり、「普通」から外れ異常枠に足を踏み入れた。
クロム自身は普通にダメージを受けて打撃力も一般的な大盾範疇内であるが、死にさえしなければダメージを受けた端から回復スキルでどんどん回復し、死に至るダメージを受けても【デッド・オア・アライブ】によって50パーセントの確率で耐えそこから回復し続けると、倒すのが非常に困難な不死身のごとき盾役と化した。メイプルがやらかす度に頭を痛めていたが、最近ではメイプルとサリーによって教育されているユイとマイもやらかすようになり、気苦労が耐えない。
ネクロ
クロムがテイムした鎧のモンスター。装備型でそのスキルによりクロムの不死身さがさらに強化。形態を変化させて攻撃力も上げられるためクロムは攻防共に強化されている。

イズ
声 - 佐藤聡美
身長：162センチメートル / 第1回イベント：不参加
鍛冶をメインに据えてはいるが、実際はあらゆる生産職に手を伸ばし何でも作れる生産職特化の女性プレイヤー。水色髪の長髪。クロムの知り合い。体を動かすのが苦手だったため、戦闘職を避け生産職に進んだという経歴の持ち主。
『NewWorld Online』サービス開始当初から生産に係わるあらゆるスキルを上げるために日夜プレイしているが、そのために徹夜まですることも。その結果、開始直後から生産職ではトップクラスとなり、値段は高いがかなり性能が良い装備を作っていた。【楓の木】が結成された次の日にメイプルに誘われて加入する。
ギルドでは「『戦う』生産職」という異常枠。本来生産職はまともに戦闘が出来ないのだが、どこでも工房を展開し所持金がある限りどこでも素材を入手可能というユニークシリーズを取得したため、戦場であらゆる攻撃アイテムを作っては使用を繰り返すことで戦闘参加できるようになってしまう。クロムやメイプルの守りの後ろから飛ばす強力な攻撃アイテムの効果は絶大で、上位ギルドのメンバーでも犠牲者が多数出ている。
アニメ版では度々可愛いもの好きであるような言動をとり、もこもこ装備やウサ耳装備を拵えたり、スキルの反動でロリ化したカスミを愛でたりしている。
フェイ
声 - 松井暁波
イズがテイムした精霊。アイテム効果を大幅に増幅したり、50パーセントの確率でアイテムが消費されず再使用できるリサイクル能力があるのでイズと相性が良く、罠を仕掛けて森一つ丸ごと爆砕するような戦い方で多くのモンスターとプレイヤーを一度に殲滅可能になった。第八回イベント予選ではこの戦い方で大きな戦果をあげ、状況をモニターしていた運営からは、ミィによる業火、ペインの光の奔流、カスミの霧の森、メイプルの形容できないよく分からない何かと並んで、イズの爆破もエリアボス扱いされた。

カナデ
声 - 新井里美
身長：151センチメートル / 第1回イベント：不参加
第1回イベント後に参入した魔法使いの少年プレイヤー。メイプルたちとは第2回イベントで知り合う。癖毛のある赤髪と赤目。中性的な外見をしており、どこか掴みどころのない雰囲気を持つ。後にメイプルたちの誘いを受けて【楓の木】に加入する。ずば抜けた記憶力を持つ天才で、それを生かして普通の人の記憶力では使いこなせないようなスキルの組み合わせを使いこなす。各層の図書館に通い、読める設定になっている本は読むようにしているため、独自の情報を持っている。一方、一般的なレベル上げはあまりしていないため、レベルおよびステータスはさほど高くない模様。ギルドではサリーと同じ素の本人がおかしいタイプの異常枠。
第2回イベントで天才のカナデですらクリアに4日かかった（そもそも運営側はクリアさせる気がなかった）浮島の図書館で入手したルービックキューブ型の杖を使っている。この杖には【神界書庫（アカシックレコード）】が付いており、スキルLvは中またはVに固定され1日経過で消えるが、生産系・戦闘系・その他の枠からそれぞれ3つずつランダムで計9個のスキルを取得できる。要は、運次第のランダムだが毎日違うスキルを取得でき、それらは組み合わせ次第で恐ろしい効力を発揮する。
この杖は同じような図書館をクリアしていくことで能力が強化されていく。二層ではMPを使用する魔法とスキルを使い捨ての【魔導書】として専用本棚に保管する【魔導書庫】を追加。八層ではギルドホーム地下に設置されていたヒントを元に発見した図書室で、MPを使わないスキルを【技能書】として専用本棚に保管する【技能書庫】を追加。1日限りで消えていた当たりスキルのうち、今までは【魔導書庫】で保存できなかったスキル群をも保存することができるようになり、準備に時間をかければ比類なき強さを発揮出来るようになった。
ソウ
カナデがテイムしたミラースライム。カナデやパーティーメンバーとそのテイムモンスターに擬態できる。カナデに擬態した場合神界書庫もコピーされるので、そこに保管したスキルを威力などが半分になる代わりに使用できる。その上、コピーなのでカナデが保管しているスキル自体は消費されない等、かなり使い勝手と相性のいいテイムモンスターとなっている。ソウをテイムしてからは、その利点を生かし戦闘面の多くをコピー能力で賄っている。分裂もできるため、分裂して擬態したソウを身代わりに使って自分が倒されたと敵を欺くような使い方も出来る。

カスミ
声 - 早見沙織
身長：165センチメートル / 第1回イベント：6位
第2回イベントで知り合った刀使いの女性プレイヤー。黒髪の長髪で和装。
第2回イベントで偶然メイプル&サリーと遭遇してやむなくサリーと交戦状態に突入するが、メイプルが追って来たことを引き金に3人一緒に隠しダンジョンに迷い込み、ダンジョンの罠で一蓮托生の身となったことから一時休戦し共にダンジョン脱出を図る。この一件でメイプルたちと親しくなり、後に彼女たちの誘いを受けて【楓の木】に加入する。
サリーほど異常ではないが高レベルな回避型で、第1回イベントで6位の成績を収めるなど一般的な枠内でも上位の強さだった。ギルドではクロムやイズと並ぶ数少ない普通枠だったが、攻撃力が飛躍的に向上する妖刀を入手したことで他のメンバーと同じく「普通」から外れ始める。しかし、妖刀使用時は下は袴で上がサラシだけの半裸に近い姿になったり、スキルの反動でロリ化したりするなど、本人の羞恥心を煽るデメリットを抱えている。和風の物が好きで、四層の街では嬉々として骨董品を買い漁り、階層攻略も積極的だったため＜拾＞の鳥居一番乗りを果たす。
ハク
声 - 森永千才
カスミがテイムした白蛇。普段は肩に乗るくらいの大きさだが戦闘時はスキルで超巨大化する。牙による毒や睨んだ相手を麻痺させる能力と、周囲に濃霧を発生させそこを自分の縄張りにできる能力を持つ。濃霧自体には特別な効果は無いが、周囲が全く分からなくなるので奇襲に向き、カスミとハクのコンビで好き勝手に暴れ回った。スキルはあまり覚えないが、高いステータスとその巨体の威力で戦うタイプのテイムモンスター。

マイ、ユイ
声 - 加隈亜衣（マイ）、諏訪ななか（ユイ）
身長：135センチメートル（どちらも） / 第1回イベント：不参加
第3回イベント後（アニメでは前）に参入した大槌使いの双子の少女プレイヤー。アニメ版では加入時期が大幅に前倒しされた。
姉のマイは黒髪で、慎重な性格。装備には黒と緑色を使用。妹のユイは白髪で、前向きな性格。装備には白とピンク色を使用。
メイプルの存在で一時的に極振りが流行った頃にゲーム開始したが、「現実では体力や筋力が乏しい」という理由から力強さに憧れて【STR】に極振りしただけで、メイプルの情報は知らなかった。だが他の極振りプレイヤーと同じく上手く行かず、プレイ継続を諦めてキャラメイクのやり直しを考えていたタイミングでメイプルに拾われ【楓の木】に加入する。イズ製の全体的に髪色に合わせた配色+ワンポイントで1色加えたデザインの装備を身に着けている。
メイプル手ずからの常識外の異常なパワーレベリングとそれによる条件達成での隠しスキル習得に加え、サリーに戦闘技術面も鍛えられた結果、ボスすら形態変化を許さずに秒殺するという火力の異常枠となる。極振りであるためSTR以外のステは当然壊滅的であり、双子だけでは通常戦闘すら難しいという欠点こそ持つが、その攻撃力だけは全プレイヤー中でも比肩する者が居ないほど突出している。そのため、特に何の効果も無いただの鉄球で投擲攻撃するだけでもそれが致死の砲弾と化す。異常な盾役が揃う【楓の木】でのPTプレイなら欠点が完全に消失して最強の矛となる。
後にさらなるパワーアップを模索した際にメイプルが六層で入手した「救いの手」に着目（1度に扱える武器が増えればそれだけ命中率が高くなるため）。加えて装飾品であるなら複数同時装備が可能なのではとメイプルが気付き、3つの装飾品枠全てに「救いの手」を装備することで即死級大槌8本持ちが可能に。もはや莫大なHPを持つ大規模レイドモンスター級でなければ耐えられないほどの超異常火力を得た。この形態で竜巻のごとく自ら回転することで周囲のモンスターを種類問わず瞬殺出来るようになり、苦戦していた通常戦闘も克服。これ以降フィールドで黒と白の塊がぐるぐるしている姿が目撃されるようになった。
ツキミ、ユキミ
声 - 松井暁波（ツキミ）、麻倉ありあ（ユキミ）
マイとユイがそれぞれテイムした子熊。シロップと同じく主人より足が速いため乗り物にもなっている。パワーシェアでSTRを分け合い主人の力を底上げする能力と、威力は弱いが範囲攻撃する能力を持つ。シェアの能力は、普通ならプレイヤーより高いテイムモンスターのSTRによって主人側が強化されるという挙動になるはずだったが、極振りで圧倒的STRを持つ双子の場合だと逆にテイムモンスター側の力が引き上げられる結果に。そのため、STRをシェアしてから敵中で範囲攻撃を使用すればそれは即死級範囲攻撃と化す。

### 【集う聖剣】
トッププレイヤーのペインとドレッドが立ち上げた『NewWorld Online』の2大ギルドの一つ。彼らを筆頭とする実力者揃いで、戦力も規模も最大級を誇る。
ペイン
声 - 小野賢章
身長：177センチメートル / 第1回イベント：1位
【集う聖剣】のギルドマスター。金髪青目。
第1回イベントで1位の成績を収めるほどの名実ともに最強の聖騎士の男性プレイヤー。【聖剣】の異名を持つ。PTからの多大な強化補助込みだが、プレイヤーの中で最初にメイプルに致命傷を与えた。しかし第4回イベント中、【不屈の守護者】によって耐え、奥の手を発動したメイプルの逆襲で敗北した。以降、リベンジに燃えている。
レイ
声 - 島袋美由利
ペインがテイムした竜。

ドレッド
声 - 山崎たくみ
身長：167センチメートル / 第1回イベント：2位
【集う聖剣】のナンバー2。黒髪黒目で、褐色肌。
第1回イベントで2位の成績を収めるほどのトップクラスの実力を持つアサシン風の短剣使いの男性プレイヤー。【神速】の異名を持つ。勘が鋭い。
アニメ版では、第2回イベント前にドラグとともにメイプルとサリーと対面している。
シャドウ
声 - 蒼谷和樹
ドレッドがテイムした黒い狼。その名の通り影を用いたスキルを持つ。

ドラグ
声 - 神奈延年
身長：188センチメートル / 第1回イベント：5位
第5回イベントで5位の成績を収めた両刃大斧使いの男性プレイヤー。【地割り】の異名を持つ。
アニメ版では、第2回イベント前にドレッドとともにメイプルとサリーと対面している。
アース
声 - 玄田哲章
ドラグがテイムしたゴーレム。

フレデリカ
声 - 竹達彩奈
身長：154センチメートル
【集う聖剣】主力の魔法使いの女性プレイヤー。金髪赤目。1回の詠唱で複数回分の魔法を発動させる【多重詠唱】スキルの使い手。
第4回イベントでサリーに嘘スキルで一杯食わされ、以降、サリーに定期的に「決闘」を申し込むようになる。
アニメ版では、来たばかりのメイプルが最初に声を掛けたプレイヤーで、ゲーム開始時に初心者レベルが経験値を稼げる狩場を教えた。
ノーツ
声 - 麻倉ありあ
フレデリカがテイムした黄色い小鳥。鳥の鳴き声やさえずりを連想させるスキルを持ち、索敵やフレデリカの魔法の複製などといった補助を行う。

### 【炎帝ノ国】
ミィら第1回イベントの上位10位のうち4人が所属する『NewWorld Online』の2大ギルドの一つ。アニメでは第2回イベントの時点でミィが名前の出ないプレイヤーを多数従え、パーティとして形を成していた。
ミィ
声 - 佐藤利奈
身長：154センチメートル / 第1回イベント：4位
【炎帝ノ国】のギルドマスター。
第1回イベントで4位の成績を収めた女性プレイヤー。赤髪赤目。【炎帝】の異名を持つ。
強力な炎魔法の使い手で、皇帝のようにカリスマ性溢れる振る舞いをしているが、本当は気が弱く小心な性格。強力なスキルを手に入れて活躍したことで、周りから注目されて素の自分を見せるのが恥ずかしくなって演技を続けた結果、引っ込みがつかなくなって苦悩している。素のミィを知っているのは、プライベートの場面を目撃したメイプルと、ボロを出してしまったところを見たミザリーの2人のみ。メイプルと戦闘した際、最終手段の自爆を使用して自身諸共倒そうとしたが、自爆を耐えきられてしまって倒せず、自分だけが死亡してしまったことでショックを受けて泣いたことがある。
イグニス
声 - ニケライ・ファラナーゼ
ミィがテイムした不死鳥。

シン
声 - 山口勝平
身長：172センチメートル / 第1回イベント：7位
第1回イベントで7位の成績を収めたものの、カスミに負けたため、リベンジに燃えている剣士の男性プレイヤー。彼の異名にもなっているスキル【崩剣】は、多数の短剣を空中に浮かべて自由自在に操り、相手に斬撃の雨を浴びせる。この短剣は分離合体が可能な特殊なものであり、通常は1本の剣となっている。
通常のプレイヤーには回避不能だが、サリーに次ぐ回避能力をもつカスミには、第4回イベントで善戦はしたものの返り討ちにあって敗れている。
ただひたすらに【崩剣】の技術を磨き上げ、第10回イベントでは短剣に乗って移動し、空中戦をも展開するスタイルを確立した。
ウェン
声 - 蒼谷和樹
シンがテイムした鷹。風を用いたスキルを持つ。

マルクス
声 - 石田彰
身長：157センチメートル / 第1回イベント：8位
第1回イベントで8位の成績を収めたトラップ設置に長けた男性プレイヤー。
石の壁や炎、強風など、敵にとって強力な攻撃力や拘束力、デバフ効果を持つ罠を、理屈に依らない類まれなるセンスで自由自在に多数設置できるため、【トラッパー】の異名を持つ。一方、直接戦闘は若干苦手でもある。
罠を正面突破してしまうメイプルとは相性が悪く、第4回イベント以降、【暴虐】状態のメイプルがトラウマになっている。ゆえに、彼の中での大盾使い1位はクロム。
クリア
声 - 久野美咲
マルクスがテイムしたカメレオン。

ミザリー
声 - 皆口裕子
身長：168センチメートル / 第1回イベント：10位
第1回イベントで10位の成績を収めた僧侶の女性プレイヤー。金髪緑目の美女。【聖女】の異名を持つ。
抜群のヒール能力とともに、ホーリージャベリンなどの攻撃スキルを持つ。ミィの素の性格を知っており、支援役としてだけでなく、精神面でもミィをフォローする。
ベル
声 - 小清水亜美
ミザリーがテイムした白猫。

### 【thunder storm】
上位ギルドの一つ。五層を探索していたメイプルが、ベルベットの雷撃らしき雷を見て近づいたことで知り合う。アニメ版では、第3回イベント、第4回イベントで名前がある。
ベルベット
声 - 川澄綾子
【thunder storm】のギルドマスター。雷使い。後ろで団子にまとめた金髪と赤い目をした女性プレイヤー。
広範囲に及ぶ雷撃や高威力の格闘、状態異常攻撃で攻め立てる戦闘スタイルだが、1対1で決闘したサリー曰くそれはメイプルに似ているという。
「～っす」口調で裏表が無く、正々堂々正面から戦うことが好きな性格で、ギルドのメンバーからは「馬鹿正直すぎる」と言われている模様。白のブラウスにロングスカート、日傘というお嬢様のような姿はボスから貰った装備で、この格好の時はおしとやかに振る舞おうと心掛けているものの、ついつい「ですます」口調が「～っす」口調に戻りそうになり、戦闘になると完全に素の性格をさらけ出してしまう。このことは演技が引っ込みつかなくなって素の性格を出せなくなっているミィから密かに羨ましがられている。リアルもお嬢様であるらしいが、上述の通りの性格であるため、ヒナタの提案でおしとやかになるための練習場所として『NewWorld Online』を選んだとのこと。
装飾品の枠を全てスキル構成に使用しているため【絆の架け橋】を装備できず、よって、テイムモンスターがいない。
ヒナタ
声 - 篠田みなみ
ベルベットの相棒。氷と重力使い。
拘束効果やデバフ効果のある攻撃を次々に繰り出し、ベルベットを援護する。重力制御によってベルベットにくっついて行動するが、動きの激しい彼女に振り回されがち。
ベルベットと同様の理由により、テイムモンスターがいない。

### 【ラピッドファイア】
上位ギルドの一つ。ベルベットから強いプレイヤーがレベル上げをしている場所の情報を得たメイプルとサリーが探索して出会った。リリィとウィルバートが二人で行動する際は、状況に応じて攻撃役と支援役を入れ替え、役割に応じた装備に変化する。アニメ版では、第3回イベント、第4回イベントで名前がある。
リリィ
声 - 伊藤静
【ラピッドファイア】のギルドマスター。召喚術師。
支援役時はモップの形をした槍を持った、クラシカルなメイド服姿のレア装備。攻撃役時には煌びやかな装飾がなされた鎧を着て、紋章の入った旗を模した槍を持つ。おでこを広く出したロングヘアーで髪色はメイド姿の時は黒色、鎧姿の時はピンク色。赤色の左目と黄色の右目のオッドアイ。
支援役としてはバフ効果と思われるスキルを唱える。攻撃役時はバフ効果も掛かった大量の兵を召喚し、圧倒的な量で敵を制圧する。
ウィルバート
声 - 田丸篤志
弓使い。通称「ウィル」。
支援役時は執事服を身にまとい、攻撃役時には吟遊詩人風の服装をして巨大な弓を持つ。
驚異的な索敵能力を持ち、煙幕が張られた状況でも敵の位置を正確に把握し、スキルで隠蔽された罠も看破してしまう。敵の索敵範囲をはるかに超える超長距離から、威力・命中精度・連射能力のどれもが高水準の質の高い攻撃で敵を仕留める。ペインの次にメイプルに【不屈の守護者】を発動させるほどの致命傷を与えたプレイヤー。
天上の眼
リリィとウィルバートのテイムモンスター。遙か上空から見下ろす巨大な眼。
二人がかり（【絆の架け橋】2個）で制御する特殊なモンスター。普段は二人で分け合う形で眼の力を借りているが、一方が【休眠】あるいは死亡して制御を手放すと、もう一方に力が全て流れ込み、【権能】と冠した魔法を扱うことができるようになる。
ウィルバートの索敵能力は、このテイムモンスターの力によるものである。単独制御時にはさらに索敵能力が上がるが、プレイヤーに過剰なまでの索敵情報が強制的に送り込まれるため、心身に負担がかかる。

### その他のプレイヤー
クリスマスローズ
声 - 井之上潤
アニメのオリジナルキャラクター。「白薔薇の騎士」と自称する、ナルシストな性格の剣士の男性プレイヤー。
第1回イベントで最初にメイプルの前に立ちはだかり、なめてかかって【悪食】の餌食となって倒される。第4回イベントでも登場するが、【楓の木】にオーブを奪われ、取り返そうとするものの返り討ちに遭う。
アニメ第2期では【集う聖剣】に移籍している。
三連星
声 - 中村光樹（長男）、藤原聖侑（次男）、蒼谷和樹、（三男）
アニメのオリジナルキャラクター。人呼んで「灼熱の三兄弟」。第1回イベントでクリスマスローズの次にメイプルの前に現れ、「ジェットストリー…」と言いかけたところで【パラライズシャウト】の麻痺を喰らい、【悪食】の餌食になる。
アニメ第2期では【集う聖剣】に移籍し、クリスマスローズとつるんでいる。
槍使いと剣使い
声 - 松井暁波（槍使い）、島袋美由利（剣使い）
それぞれ槍と長剣を持った、二人組の女性プレイヤーたち。原作ではモブキャラクターで、剣使いは盾も持っていた。槍使いはお嬢様言葉を使い、剣使いは槍使いのことを「お姉様」と呼ぶ。第2回イベントで銀のメダルの奪取を図ったサリーの襲撃に遭う。
アニメ第2期では【集う聖剣】に移籍している。

### 運営側
管理者（かんりしゃ）
声 - 玄田哲章（A）、久野美咲（B）、坂本千夏（C）、高戸靖広（D）、竹内順子（E）
『NewWorld Online』の管理者。
漫画版では全員がスーツ姿で同じ被り物をしている。アニメ版ではぬいぐるみとして描写されている。パワーバランスを考えず悪ふざけで作った隠し要素が原因で、それを手に入れたメイプルのぶっ飛んだ行動と発想で巻き起こる珍行動や、それによって増え続ける異常枠プレイヤーに毎回頭を抱える羽目に。
度々ぶっ飛んだ行動と発想をするメイプルのスキルを弱体化させてどうにかバランスを取ろうとしたが、最終的に売り上げにも繋がっているという結論から、以後は見守ることにしているが、メイプル達のやらかしを見ては頭を抱えている。
新人秘書
声 - 小清水亜美
アニメ第2期のオリジナルキャラクター。管理者たちの秘書を務める女性。アバターは眼鏡をかけ、キスマーク付きのノートと羽ペンを持ったぬいぐるみで、ノートの表紙には「秘書」と書かれている。
ドラぞう
声 - 丹下桜
アニメのオリジナルキャラクター。丸みを帯びた小型のドラゴンの姿をした、『NewWorld Online』のマスコットキャラクター。語尾に「ドラ」をつけて話す。ゲーム内イベント等の説明もしている。

### 敵モンスター
白兎
声 - 松井暁波
メイプルが最初に出会った初期モンスター。攻撃力が低いため、ダメージを与えることができず、最後は打ち所が悪い所に体当たりしたことで自滅し、【絶対防御】を取得するのに貢献した。
メンテナンス後はAIが強化されてしまったため、【絶対防御】の取得には貢献しない。
らいんうぉーずでは兎リンゴのような見た目をした「アルミラージ」という名前のモンスターが登場する。現在（2020年1月25日時点）では他にウサギ型モンスターが登場しないため、白兎の正式名称は「アルミラージ」であっていると考えられる。
フォレストクインビー
声 - 松井暁波
ハチ型のモンスター。防御力以外のステータスは完全にメイプルより上だったが、倒したことで【大物喰らい】を獲得する。毒攻撃も得意でこの際に【毒耐性（小 - 中）】を得ていたことでメイプルはヒドラとの戦いでも毒で即死せずに済んだ。
毒竜（ヒドラ）
一層のレベル帯では高難易度なダンジョン【毒竜の迷宮】最深部にいる三つ首竜のボスモンスター。最初の毒ブレスでメイプルの初期装備の盾と剣を破壊したが、【毒耐性大】そして【毒無効】のスキルを与え、武器を失ったメイプルに約5時間かけて喰われてソロ討伐された。メイプル曰く「味はそのままだと『ピーマンみたい』で、そこに毒のブレスが加わると『辛味が加わってピーマンっぽい味が消える』」らしい。メイプルが愛用しているユニーク装備を落としたのもこのボスモンスター。その後も、ユイとマイの両名を短期間でレベルアップさせるために、【暴虐】発動状態のメイプルの周回マラソンの餌食にされた（アニメ版では双子の登場前倒しでまだ【暴虐】を覚えていない時期の周回に改変されたため、二人に予め毒対策を行い、メイプルの【ヴェノムカプセル】で最深部まで転がって突撃され、【悪食】での瞬殺を繰り返される）。
ゴブリン
声 - 土井正昭（キングゴブリン）
メイプルが【大盾の心得】と【極悪非道】を取得するのに貢献した初期モンスターの1体。
【大盾の心得I】を習得させた後、数時間メイプルに攻撃をし続け、【大盾の心得IV】を習得後に、複数回のシールドアタックによって倒された際、【極悪非道】を習得に繋がった。
爆発テントウ
メイプルが【悪食】【爆弾喰らい】を取得するのに貢献した初期モンスターの1体。
見た目は大きいテントウ虫であり、攻撃する間も無く、メイプルの【パラライズシャウト】で麻痺している間に喰われてしまった。メイプル曰く、味は「某パチパチ弾けるお菓子みたいな感じ」らしく、毒竜を喰った後では今更感と気にせず喰われた。
なお、コミカライズ版では、スキルを習得した際、周囲にいた喰われなかった爆発テントウ達は震えていた。
銀翼
第2回イベントの隠しボス的存在の怪鳥。
運営側が「俺達の悪意の塊」と称するほどの桁外れの強さを誇る。メイプルとサリーとの激闘の末に倒され、限定アイテムである「特別な卵」を残した。
光虫
金色の虫。捕まえるとギルドホームを買う権利が手に入る。メイプルが入手したわけではなく、サリーが手に入れていた。
悪魔
声 - 井之上潤
二層の隠しボスモンスター。
スキルクエスト【博愛の騎士2】では、パーツのない顔に大きな爪を持つ人型の化物として登場。少女の身体から黒い霧として出現し、プレイヤーに襲いかかる。スキルクエストクリア後、【朽ち果てた教会】にある「召喚」という文字を読むと、本来の姿（【暴虐】状態のメイプルはこの姿に酷似している）で登場し、プレイヤーと戦闘になる。
本来の姿は、顔のパーツは口だけで首は長く、頭には羊のような巻角がありローブの下からは尻尾が伸びている。また、人語を話すようになる。
アニメ版では第3回イベントの最中に遭遇し、メイプルとの戦闘中にメイプルを捕食したが、即死扱いにせず胃の設定を作ってしまったばかりに、逆に体内から喰い尽くされてしまった。
機械神
声 - 中村光樹（【二代目】）、井之上潤（【一代目】）
三層の【夢の墓場】にいる隠しイベントボスモンスター。三層で使える空を飛ぶ機械も、この機械神が生み出したもの。
現在三層にいる機械神は【二代目】で、町の人々はかつての【一代目】の機械神に関する記憶を失っている。【一代目】は錆び付いた機械の残骸を身に纏って赤い光を放ち、【二代目】は綺麗な銀色の機械を身に纏って青い光を放っている。また、【一代目】が機械を生み出すために材料を必要とするのに対し、【二代目】は材料を必要としない。
特定の条件を満たして【夢の墓場】に行くと、【一代目】の身体を乗っ取った【二代目】と戦闘になる。主な攻撃手段はノックバック効果のある青白い弾丸。機械神がある程度ダメージを受けると【一代目】が一時的に意識を取り戻し、自身の力を宿したスキル【機械神】をプレイヤーに託す。
塔の主人
声 - 三宅健太
四層の町の中心にある塔の最上階にいる隠しボスモンスター。白い着物を羽織った人に近い姿をした鬼。白髪で額から2本の角が生えている。人語を話し、プレイヤーのことは「人間」と呼ぶ。挑戦はソロプレイ限定。プレイヤーの武器種によって主が持つ武器が変わり、太刀の場合は刀、大盾の場合は薙刀になる。
四層にいるモンスターの中では【最強】と称されており、その強さは常軌を逸している。五層解放には全く関係無いが、ひょんなことからメイプルは五層へ行くためのボスモンスターと勘違いし、辛くも勝利してスキル【百鬼夜行】を手に入れることになった。
光の王
五層雷地帯にいる光の人型のボスモンスター。
【属性：悪】のスキルを無効化する能力所持。攻撃手段は魔法陣から撃ち出される光の矢。自身のHPが半分以下になると2体の天使を召喚し、自身の頭上に光の輪を、背中に大きな翼を出現させ、HPを自動的に回復していく。悪スキルがメインのメイプル単独では相性が悪すぎて勝てず、双子と3人PTを組んで討伐された。プレイヤーによって得られるスキルが異なり（メイプルの推測では【身捧ぐ慈愛】所持の有無が関係）、メイプルはスキル【天王の玉座】を、双子はボスが使っていた光の矢のスキル（要求ステータスが合わず使用不能）を手に入れた。
アニメ版ではモンスターのデザイン、攻撃方法およびストーリー展開が変更になっており、マイとユイが先に挑戦している。
幽霊
六層の霧立ち込める山にいるボスモンスター。山中の赤い幽霊を除霊で倒すことによって現れる青い幽霊に付いて行き、山頂付近の十字架にたどり着くことでボス部屋に転移する。
プレイヤーの背後から空間を裂いて現れ、プレイヤーを掴んでダメージを与えようとしてくる。戦いがさらに進行するとプレイヤーを照明が効かない完全な闇で包み、プレイヤーを掴み上げて高所から落とし大ダメージを与えてくる。
除霊でとどめを刺すことによって装飾品【救いの手】が手に入る。
メイプルはサリーへのプレゼント探し中に偶然発見し、後に大槌八刀流を生み出すことになる。
アニメ版では未登場で、【救いの手】は幽霊姉妹クエストの報酬になっている。
幽霊少女
声 - 篠原侑（A）、麻倉ありあ（B）
六層の幽霊屋敷にいる双子の少女。
プレイヤーから武器を取り上げたうえで、プレイヤーを鬼役とする鬼ごっこをしかけてくる。プレイヤーは至る所に罠とモンスターが配置された屋敷の中を丸腰で進み、ボス部屋を探すことになる。【機械神】などの攻撃系スキルを使おうとすると無効化され、槍や剣が飛んでくる。
子ども部屋を模したボス部屋に到達し、部屋に隠されている武器を見つけ出すと、取り戻して装備することができるようになり、また、攻撃系スキルも使用できるようになる。鬼ごっこなので、クリア条件は部屋の中を逃げる双子に触れることである。
メイプルが連れてきたスライムに双子が埋もれるというバグが発生し、運営が修正することになる。
クリア報酬はMP上昇効果とスキル【ポルターガイスト】が付与された服。加えて、アニメ版では【救いの手】【死者の足】も報酬になっている。
蛸
七層の海に棲む巨大なタコ。
七層を探索してたメイプルをダンジョンに引きずり込み、ダンジョンの最奥で待ち構える。黒い霞から大量の触手を生み出し攻撃してくる。ボス部屋の奥にスキル【反転再誕】が込められた宝箱がある。また、HPドレインで倒すとスキル【水底への誘い】が入手できる。
胃の構造設定をしていたためにメイプルに飛び込まれ、胃の中から【機械神】などの攻撃を受ける。そして、かじられた。
コードα（コードアルファ）
名称はアニメ版より。第8回イベント最終日に出現したラスボス。【暴虐】を連想させる姿だが、高さが100メートルはあろうかと言うほどの超巨大。空から巨大な隕石を降り注がせ、アニメ版では光線も吐く。
運営はプレイヤーがその強大さゆえに時間一杯まで逃げ回る展開を狙っていたが、【楓の木】を中心としたプレイヤーたちに倒された。討伐報酬は銀のメダル3枚。
禁書
九層荒れ地の国の城の書庫に封印されていた存在。
本を開くことでクエスト「禁忌の主は」が強制的に開始され、プレイヤーにデバフがかけられる。プレイヤーの武器種によってデバフの種類が異なり、メイプルの場合はパッシブスキル以外のスキルの封印。
クエストは大量の装備品の提出から始まり、ソロでのフィールドモンスターの大量討伐、アイテム集め、フィールド上の指示された場所に配置されたクエスト専用ボスモンスターの討伐、そして、禁書の本体である男との一騎打ち。
クエスト開始と同時にメイプルの顔に黒い染みが現れ、見守りスレッドを賑わせた。また、フィールドモンスターを討伐する姿は、第10回イベントを間近に控えた目撃者たちに図らずもブラフをばらまくこととなった。
クエストクリア報酬はスキル【再誕の闇】の取得。
竜王
九層隠しエリアのボス。荒れ地の国の女王。
九層を一定の時間内に特定の順路を辿ると出現すると思われる隠しエリアにある城で待ち構える。ダンジョン中盤で中ボスとして現れ、一定のダメージを与えると撤退し、最奥の玉座の間でボス戦となる。初手で事前準備したバフや【身捧ぐ慈愛】を強制解除させ、火球、火柱、炎槍を繰り出してくる。戦闘終盤になると巨大な黒竜へと姿を変え、超強力なブレスを吐く。
ダンジョンクリア報酬は、財宝（換金可能アイテム）の他にスキル【竜炎の嵐】二人分と装飾品【竜の残火】。
毒スライム
十層魔王関連クエストのボス。道中の蛇モンスターともども状態異常耐性低下攻撃を持ち、【毒無効】を持つメイプルを毒状態にした。しかし、このことによって耐性低下スキルの取得を思いついたメイプルに食べられた。
HPドレインでとどめを刺すと得られるスキルは【毒性分裂体】。

## 用語
NewWorld Online（略称：NWO）
最新のVRMMO。基本的にはオーソドックスなファンタジーRPGだが、プレイヤーの行動に応じてスキルを取得し独自のビルドを作り上げていく形式。取得しても使わないと判断したスキルは廃棄できるが、その後も再取得可能。アバターや身長、体格は変更できない仕様。
細かい所まで作り込まれており、スイーツが堪能できる他、モンスターの体にもなぜか個別に味が設定されていたり、胃袋などの体内の構造設定があったりする。
「俺達の悪ふざけ」と称した運営が仕込んだ隠し要素が所々に存在する。
度々アップデートされて、スキルの仕様が変更されたり、敵モンスターのAIが強化されたりしている。
ステータス
NWOのステータスは体力（HP）、魔力（MP）、攻撃力（STR）、防御力（VIT）、素早さ（AGI）、器用さ（DEX）、賢さ（INT）の7種類。レベルアップで得られるステータスポイントをプレイヤーが任意に割り振って成長させる。ポイントの割り振りを保留することもできる。高レベルプレイヤーであってもポイントを割り振らなければステータスは成長しない。装備やスキルによって別途加算や乗算される。初回ログイン時に100ポイント与えられる。
AGIは水泳にも影響する。DEXは生産職に大きく関わるステータスであるほか、採掘や釣りなどの採取、乗馬やジェットスキーなどの乗り物の使用にも関係し、不足していると乗ることができない。INTは魔法の使用に関係する。
極振り（きょくふり）
入手できるステータスポイントを特定の項目に極端に振り分けること。
NWOでは、防御力に極振りしても攻撃を無効化できるのは序盤の白兎等の通常攻撃だけであり、後に実装された貫通攻撃には通用しないなど、得られるメリットよりデメリットの方が非常に多いため基本的には推奨されていない。メイプルの影響で一時期は極振りにするプレイヤーが増加したが、デメリットが再認識されたことによってほとんどのプレイヤーが極振りを諦めている。
極振りで結果的に成功しているプレイヤーは、作中では現状、VIT極振りのメイプルと、STR極振りのマイとユイの3人のみである。
時間加速
数時間のプレイで数日間の体感時間を引き出す技術。連続的かつ長期戦のイベントで用いられる。例として、第2回イベントではプレイヤーの体感としては7日間プレイ（ログイン）し続けるが、現実には2時間しか進まない。
時間加速下では、【暴虐】などの回数制限はゲーム内時間の午前0時でリセットされる。
スキルスロット
身に着けたスキルを装備に付与できる。付与は捨てる形であり、付与したスキルを取り戻すことはできなくなる（通常は一度廃棄したスキルもゲーム内通貨で再取得は可能）。1日5回限定だがMPゼロで発動可能。それ以上はMPを消費する。15レベルごとにスロットが一つ解放される。
デスペナルティ
プレイヤーのHPが0になり、所定の位置で復活した際に受けるペナルティのこと。
NWOでは一定値の経験値減少、一部スキルの習熟度低下とプレイヤーにとってはそれなりに辛い仕様となっている。
階層
初期の頃は城下町や森、洞窟があるいかにもファンタジーな世界といった感じのフィールドだったが、ゲーム開始から3か月後の大型アップデートでフィールドが拡張され、階層構造になっていることが判明した。各階層はそれぞれ特色を持っており、町並みやモンスター、入手アイテム等はそれらの特色に併せて設定されている。
各階層にいるボスモンスターを倒したプレイヤーは次の階層に進むことができる仕組みで、ボスを倒すのはソロでもパーティでも可能。また、1度突破した人が他の人を手伝うことも可能になっている。
また、各階層には中ボスも何体か存在しており、それらを単独かつ初回撃破したプレイヤーにはユニークシリーズの装備が報酬として与えられる。
一層
ゲームを開始した初期プレイヤーがまず足を踏み入れる階層。
フィールドの特色はよくあるファンタジー世界。
ボスモンスターは大樹が変形した巨大な鹿の姿をしている。
フィールドには【毒竜の迷宮】や【地底湖の底の水中洞窟】があり、メイプルとサリーはそれぞれのボスをソロで攻略してユニークシリーズの装備を入手している。
二層
ゲーム開始から3か月後に実装されたフィールド。
砂漠や荒地、森林などが存在する。
荒れ地には特定条件を満たしたプレイヤーのみが入れるダンジョン【亡者の墓】が存在し、クロムが偶然そこを発見してソロ攻略してユニークシリーズを入手した。
階層ボスは幹の部分が顔になった樹木の姿をしている。
三層
曇り空に覆われ機械で溢れている町。プレイヤーはショップで売っている機械で空を飛ぶことができる。
フィールドは高低差が激しく、空を飛ぶことが移動の大前提になっている。
スキル【機械神】を入手できるダンジョン【夢の墓場】や生産職限定のダンジョンが存在する。
階層ボスは鋼のゴーレム。
四層
常夜の和風の町で、端から中央に向かって〈壱〉から〈拾〉までの区域に分かれている。
街の中にはNPCにお金を払うことで特定の場所へ移動できる舟や人力車が配置されている。
四層にたどり着いたばかりの時は〈壱〉の区域しか移動できず、次の区域へ移動するためにはクエストをクリアしてその数字が書かれた通行証を入手する必要がある。
プレイヤーの誰かが〈拾〉の鳥居に到達すると、町のNPCは本来の妖怪の姿をとるようになる。
町の中心の塔には四層最強の「主」がいるが、戦って倒せたとしても特定のスキルを得られるだけで、進行には意味がなかったりする。
ボスモンスターは九尾の狐。
五層
1月に実装された。
歩くことができる雲の上に街やフィールドが存在する。そのため、足場が若干不安定。
モンスターも雲をモチーフにしたものが多い。
スキル【天王の玉座】を入手可能なダンジョンがある。
階層ボスは雲でできたクラゲ。
六層
いわゆるホラー系マップで、フィールドは墓標が建ち並ぶ一面の荒野。
モンスターもアンデッド系が主体で、物理攻撃を無効化するゴースト系のモンスターも多い。
階層ボスは巨大なゴーストだが、こちらは物理攻撃自体は効く。ただし、属性が付与されていないとダメージは通らない。
七層
実装に伴い、プレイヤーは対象のモンスターを一人一体までテイムできるようになった。
これまでのどの階層よりも広大で様々な地形が混在しており、多種多様なモンスターをテイムすることが可能となっている。
八層
広く深い海に覆われたフィールド。拠点となる街は水没したかつての街の屋根の上に建てられており、浅瀬に見えるところも海に沈んだ山の山頂周辺であり、かつての陸地は深い海の底といった様相である。
八層用に潜水服が用意されている。ウェットスーツ型やヘルメット型で機動性や水中での活動可能（溺れるまでの）時間の補正値が異なるものの、強化段階によって適性深さの設定があり、適性のない深さまで潜ると活動可能時間が急速に減少してしまう。素材を集めて潜水服を強化することによって適性深さが深くなり、探索可能な範囲を広げることができるため、素材集め・潜水服の強化とより深い場所の探索を繰り返すことになる。この他【水泳】や【潜水】のスキルを持っているプレイヤーは機動力や水中での活動可能時間に補正がある。
ギルドホームの一部も水没していて潜水服の強化段階に応じた立ち入り制限がある。潜水服を強化して入れるようになると、探索に役立つヒントを得ることができる本や石版が閲覧できるようになる。
階層ボスは水底まで続く塔に棲む水竜。
九層
水や氷、緑に溢れる自然豊かな森と、溶岩が流れ、炎や雷が走る荒地という、対称的な光景が広がる広大なフィールド。森の奥には白を基調とした城下町があり、白髭を蓄えた老齢の王が治めている。対する荒地の奥には黒を基調とした城下町があり、獣人や魔族と呼べるような者が暮らし、勝ち気な竜人の女王が治めている。
町には全プレイヤー共有のギルドとも呼べる大きな建物があり、そこでクエストを受注してこなしていくことが九層のメインとなる。
近々この二つの国で一年を左右する祭事が執り行われることになっており、これが第10回イベントのテーマになっている。
階層ボスは魔法使いと竜人の男二人組。
十層
一層から九層までの総集編となるフィールド。16巻時点で最大の広さを誇る。各エリアに大きな町とギルドホームが設置され、ギルドホームに設置された転移の魔方陣で別の町に移動することができる。
「魔王」と呼ばれる存在が人々を脅かしているという設定があり、魔王の居場所を突き止め撃破することが、この層での最終目標となる。

イベント
第1回イベント
プレイヤー同士のバトルロイヤル。制限時間は3時間。倒したプレイヤー数や被ダメージ数などの合計で順位を競う。1時間を切ると、暫定上位3名のプレイヤーの位置が知らされ、倒すと相手の獲得したポイントの3割を譲渡される仕組みになっている。それまで無名だったメイプルが一躍有名人となったイベント。
最終順位は1位ペイン、2位ドレッド、3位メイプル、4位ミィ、5位ドラグ、6位カスミ、7位シン、8位マルクス、9位クロム、10位ミザリーとなっている。
第2回イベント　
イベント用フィールドとダンジョンに散らばる300枚の銀のメダルの収集。制限時間は体感時間7日間、現実では2時間。メダルは探索で集めるほかに、他プレイヤーを倒して奪うこともできる。銀のメダル10枚で金のメダル1枚になり、金のメダルはイベント終了後にスキルまたは装備品と交換できる。第1回イベントで10位以内に入ったプレイヤーは先に金のメダル1枚を所持している。
運営の悪ふざけとして、【銀翼】および撃破報酬の【幻獣の卵】（シロップと朧の卵）、【神界書庫】が取得できる図書館が配されていた。
第3回イベント
二層およびギルドシステム実装後初のイベント。フィールドに出現した牛型のモンスターを討伐して、ドロップしたアイテムを集める。集めた数で個人報酬とギルド報酬が得られ、個人報酬はランキングに応じて追加がある。
第4回イベント
ギルド対抗戦。各拠点に置かれたオーブの防衛および奪取。自軍オーブを拠点に置いて6時間防衛する、または、敵ギルドのオーブを拠点に持ち帰って3時間防衛するとポイントが得られる。また、敵ギルドに奪われて3時間防衛されると減点となる。同じギルドから奪えるオーブは1日につき1つ。自軍オーブはマップに表示される。デスペナルティーがあり、1回死亡するごとにステータスが減少、5回目でリタイア。全滅したギルドはオーブが発生しなくなる。制限時間は体感5日間で現実時間は短い。10位以内のギルド全てに同じ報酬が与えられる。
順位の固定化を目的に敵ギルドの全滅およびオーブの消滅を図った【楓の木】を中心に戦闘が激化。4日目の朝にはギルド6つを残して全滅し、生き残ったギルドも全て10位以内であるため、丸2日残して決着がついてしまった。【楓の木】は3位。
第5回イベント
12月第1週目開始のフィールド探索型イベント。4種類の対象モンスターを討伐し、ポイントを稼ぐ。イベントに合わせて12月中はフィールドが雪景色になる。モンスターは種類毎に出現確率と得られるポイントが異なり、最も現れにくいモンスターは得られるポイントが高いほかに、低確率でレアアイテムをドロップする。レアアイテムはクリスマスプレゼントの箱を模しており、12月25日から数日間の間のみ開封可能で、中にはスキルを取得できる巻物が入っている。
アニメ版では省略。イベント限定アイテムは中身を変更の上で第6回イベントに登場。
第6回イベント
2月開催の長期イベント。イベント用フィールドの探索。イベント用フィールドに行くためには、通常フィールドでイベント専用アイテムを入手する必要がある。フィールドはジャングルを模しており、貴重な素材やスキルが入手できる。探索中は一切の回復が不可能で、死亡するかコマンド操作で終了を選択することによって探索を終了するが、再探索にはアイテムの再入手が必要。
メイプルは探索途中に遭遇したペインと行動するが、普段の癖から【身捧ぐ慈愛】を使って体力を消費してしまい、探索から離脱するものの、再探索のためのアイテム入手に苦労し、諦めることにした。
アニメ版ではクリスマス前に開催。開催期間はゲーム内時間2日間の短期イベントで、イベント用フィールドへ行くためのアイテムは無く、開始後すぐに転移する。クリスマスプレゼントの包装を模したイベント限定アイテムがフィールドに隠されており、12月25日になると開封してクリスマスデザインの武器や衣装が得られる。
第7回イベント
4月頭から開催。10層からなる塔型ダンジョンの攻略。難易度の選択ができ、最高難易度をパーティーでクリアした場合は銀のメダル5枚、ソロでクリアの場合は銀のメダル10枚（=金のメダル1枚）が得られ、スキルと交換できる。時間加速の無い長期イベントで、死亡・中断しても進んだ階層まで転移できるようになっている。
メイプルはサリーと二人で最高難易度に挑み、【楓の木】の他の面々は6人でパーティーを組んで挑んだ。
第8回イベント
テイムモンスター本格実装後初のイベント。予選と本戦からなる。
予選
個人戦。イベント用フィールドでモンスター撃破数とプレイヤー死亡までの時間を競う。パーティーを組むことができないため、相棒のテイムモンスターと協力して挑む。撃破数と生存時間がポイント化され、ランキングによって本戦の難易度と最終的に得られる報酬が変わる。したがって、ランキング上位に入るために他プレイヤーの妨害もする必要があり、PvPの要素も持つ。
【楓の木】全員と【集う聖剣】【炎帝ノ国】の主要メンバーは本戦最高難度ステージ進出を果たす。
ミィは業火、ペインは光の奔流、イズは爆破、カスミは霧の森、そしてメイプルは形容できないよく分からない何かで大暴れし、エリアボスを配置しなかったはずの運営からエリアボス呼ばわりされた。
本戦
予選から日を空けて開催。予選と同じイベント用フィールドでPvEサバイバル。予選の順位によって難易度が変わり、最高難度のフィールドで生き残ると銀のメダルを5枚得られる。モンスターを倒すことで別途メダルを得られ、この場合はパーティーメンバー全員に同じ枚数が配られる。制限時間は時間加速下での3日間で、最終日は1日目・2日目より短い。
パーティーは組めるものの、強力なモンスターの出現、パーティーメンバーが散り散りにワープさせられる罠、そして巨大モンスターの襲撃と、生き残りを阻むべく数々の困難が襲いかかる。
第9回イベント
八層実装前に開催の長期イベント。全プレーヤーが協力して取り組むフィールド探索型イベント。
フィールドに現れるイベント限定モンスターを討伐する。モンスターは水を連想するものが多い。総討伐数が一定数に到達する度にメダル等の報酬が得られ、最終目標数に到達できれば八層で役立つアイテムとして潜水服が早期解放される。イベント期間を半分残して最終目標数に到達した。
後半戦のメインは巨大なボスモンスターとのレイドバトル。撃破数に応じてイベント後にメダルが貰える。初回を除いて出現日時と場所が運営から予告された。レイドバトルのほかに、ダンジョンのボスが低確率でイベント限定のものに入れ替わり（または既存のボス戦から連戦）、これを撃破することで素材とギルドホームで飾ることができるミニチュア生物が入手できる。
第10回イベント
九層を舞台にした大規模対人団体戦。二つの国に分かれて攻城戦を行う。1年を左右する祭事として、魔術によって現実を複製した空間の中で戦うという設定。
制限時間は時間加速下での3日間。死亡1回で脱落。敵陣営の玉座に触れた時点で勝敗が決まり、タイムアップの場合は脱落者の少ない陣営の勝利となる。同陣営の他プレイヤーとモンスターは、自分と一定の範囲内にいる場合パーティーメンバーと見なされる。九層にいるモンスターも登場するが、自陣営に棲むモンスターは襲ってこない。また、町で手に入るアイテムを使うことで5分間モンスターにある程度言うことを聞かせられるようになる。さらに、モンスターは一定の周期で敵陣に総攻撃をかける。NPCも参戦する。所属陣営はギルドごとではなく個人単位で選択し、イベント前日に入国していた方の所属となる。九層未到達プレイヤーも陣営を自由に選べるが、選ばなかった場合は運営によって割り振られる。全プレイヤーが参加対象であるため、バランス調整として九層モンスターの一部が弱体化され、高レベルプレイヤーが弱体化されるエリアも設けられる。

### 装備
付与されているスキルの詳細は#スキルを参照。武具には耐久値と破壊の概念があり、自他の攻撃や一部スキルの使用によって耐久値が0になると、その装備は壊れて失われる。また、一部のスキルは装備の破壊（事実上の消費）を代償とする。耐久値の回復は生産職のメンテナンスによって行われるが、自己修復能力を持つものや、そもそも壊れることがない装備が存在する。

#### ユニークシリーズ
一ダンジョンに一つきりの唯一無二の装備。単独・尚且つダンジョンボスを初回戦闘で撃破するという非常に難しい条件を、最初に達成したプレイヤーのみが取得出来る特殊な装備であるため、同一の装備は存在しえない。各ステータス上昇や「破壊不可」「破壊成長」などの特殊な特性を持っており、取得したプレイヤー専用となるため、他者への譲渡は不可能。所持数の制限は今の所は無いため、取得条件さえ満たせば複数所持することができる。
【毒竜の迷宮】のユニークシリーズ
所持者：メイプル
VIT+効果とスキルを付与できるスキルスロット。壊れる度に強化再生される「破壊成長」属性を持つ。
頭の防具が無いため、他の頭防具を使用できる。
闇夜ノ写（やみよのうつし）
黒を基調とした大盾。所々に赤の装飾が施され、中心に赤い結晶が埋め込まれている。スキル【悪食】と【水底への誘い】を付与される。アニメ版では【暴虐】発動時にメイプルを中心にして包み込む様にパーツが展開した。
黒薔薇ノ鎧（くろばらのよろい）
胸元にバラの彫刻をあしらった黒い鎧とグローブとレガースのセット。第3回イベントにて、スキル【滲み出る混沌】を付与される。
新月（しんげつ）
漆黒の短刀で、鞘にガーネットが埋め込まれている。
スキル【毒竜】を付与され、状態異常をばら撒く攻撃を行う。使用するMPは闇夜ノ写より供給される。

地底湖のダンジョンのユニークシリーズ
所持者：サリー
それぞれがステータス上昇と「破壊不可」属性あり。
水面のマフラー（みなものマフラー）
青いマフラー。端は泡を彷彿とさせる白い模様があしらわれている。
スキル【蜃気楼】が付与されている。
大海のコート（たいかいのコート）
長さが腰くらいまである水色のコート。
スキル【大海】が付与されている。
大海の衣（たいかいのころも）
上下ともに水色の衣服。下はベルト付きのショートパンツ。
深海のダガー（しんかいのダガー）、水底のダガー（みなぞこのダガー）
暗い青色の2本のダガー。それぞれ独立した装備であり、無形の刃など別の剣と組み合わせることができる。

【亡者の墓】のユニークシリーズ
所持者：クロム
呪われていそうな名前と血だらけの見た目を除けば優れた性能ばかり。それぞれがステータス上昇と「破壊不可」属性あり。
血塗れ髑髏（ちまみれどくろ）
顔の下半分を覆う血塗れの骸骨の口。スキル【魂喰らい】が付与されている。
血染めの白鎧（ちぞめのはくがい）
本来は白だったらしい血塗れの鎧。スキル【デッド・オア・アライブ】が付与されている。
首落とし（くびおとし）
血濡れの短刀だが見た目はどちらかと言うと鉈。スキル【命喰らい】が付与されている。
怨霊の壁（おんりょうのかべ）
骸骨が彫られた大盾。スキル【吸魂】が付与されている。

生産職向けのダンジョンのユニークシリーズ
所持者：イズ
それぞれがステータス上昇と「破壊不可」属性あり。茶色が基調。
錬金術士のゴーグル
大きめで、スキル【天邪鬼な錬金術】が付与されている。
錬金術士のロングコート
少し古びて、スキル【魔法工房】が付与されている。
錬金術士のブーツ
スキル【新境地】が付与されている。

八層の海山のダンジョンのユニークシリーズ
所持者：サリー
サリーの二つ目のユニークシリーズ。それぞれがステータス上昇と「破壊不可」属性あり。装備の部分部分が光となって黄色いポリゴンを発している。
虚構のコート
ポケットやベルトがいくつもついたフード付きの灰色のコート。スキル【偽装】が付与されている。
無形の刃
深海のダガー・水底のダガーよりも大きい一本の片刃の短剣。スキル【変幻自在】が付与されている。他の剣と併用して二刀流で使うことができる。
非実体現出装置
チョーカー。スキル【ホログラム】が付与されている。
現の衣
ショートパンツ。スキル【虚実反転】が付与されている。

#### その他の装備
白雪（しらゆき）
所持者：メイプル
イズによって作られた純白の大盾。
紫晶塊
所持者：メイプル
紫の水晶でできた大盾。スキル【水晶壁】が付与されている。第2回イベントでカスミとの装備交換で手に入れた。
【大天使】装備
所持者：メイプル
【身捧ぐ慈愛】を発動したメイプルの外見に合わせてイズが作った、聖騎士を彷彿とさせる装備。白を基調としており、ティアラ・大盾・短刀・鎧でセットになっている。全て最大HPの増加に主眼が置かれている。
絆の架け橋
一部モンスターとの共闘が可能になる指輪。モンスターが【休眠】と【覚醒】のスキルを覚えることによって、モンスターを指輪から自由に出し入れできるようになる。第2回イベント終了時点では所持者はメイプルとサリーのみであったが、七層実装に伴いモンスターをテイムすることで他のプレイヤーも取得できるようになった。
1人1体の所有制限があり、別のモンスターをテイムするためには、それまでのモンスターを手放して仲間にするところからやり直す必要がある。一方、テイムモンスターと指輪は紐付けされており、他プレイヤーと交換したり、テイムモンスターが居ないプレイヤーに貸与することが可能。
シロップと朧の指輪は、卵から孵化した後、殻から変化する演出がとられた。
神々の叡智
所持者：カナデ
ルービックキューブ状の杖。スキル【神界書庫】が付与されている。第2回イベントの空飛ぶ島で無地のジグソーパズルを4日かけて解くことで手に入れた。
身喰らいの妖刀・紫(みぐらいのようとう・ゆかり）
所持者：カスミ
薄く紫がかった刀。「自己修復」属性を持ち、スキル【妖刀】が付与されている。
五層では自律した敵として登場し、プレイヤーはこれを倒すことによって取得できる。使用中は服装が変化し、上はサラシのみ、下は紫の袴になる。
死者の足
所持者：サリー
六層で取得できるレアアイテムの靴。スキル【黄泉への一歩】が付与されている。
救いの手
所持者：メイプル・ユイ・マイ
右手か左手の装備枠を2つ増やすロケットペンダント。
幽霊のように透き通った2本の手に装備を持たせる仕様になっており、メイプルは【白雪】と【紫晶塊】をセットし、ユイとマイは追加で大槌を装備している。プレイヤー自身から一定の範囲内であれば人体構造を無視した挙動が可能で、マイとユイは自身の周りを回転させることによって敵を殲滅している。また、手は常に浮遊しており、重量制限が無い模様で、メイプルは【救いの手】に持たせた盾を空中に浮いた足場あるいは魔法のじゅうたんのように利用している。
なお、スキル発動条件のロケットペンダントはあくまで装飾品である為、装飾品枠に複数セットする事が可能で、ユイとマイは3つある装飾品枠を全て使用する事で追加6本の大槌を装備する事が可能になっている。
メイプルは入手当初サリーへのプレゼントにしようとしたが、ホラーな仕様であるため返され、メイプルの持ち物になった。
幽霊少女の洋服
所持者：メイプル
六層幽霊屋敷のボスの少女が着ていたものと同じデザインの緑色の洋服。MP上昇効果とスキル【ポルターガイスト】が付与されている。
ロストレガシー
所持者：メイプル
手のひらサイズの黒い立方体。スキル【古代兵器】が付与されている。
第9回イベントに関連して七層のダンジョンボス戦後に現れた裏ボスを撃破した際に同名のアイテムを手に入れ、その後、八層の海底の亀裂のボスを撃破し、停止したボスにアイテムを近づけたことによって装備品になった。

### スキル
作中で使用される主なスキルのみ記載する。

#### メイプルのスキル
絶対防御（ぜったいぼうぎょ）
所持者の【VIT】を2倍にするスキル。
取得条件は、相手の攻撃をノーダメージで1時間耐えること。またその間は、魔法や武器で相手にダメージを与えないこと。
このスキルの所持者は、【STR】【AGI】【INT】のステータスアップに必要なポイントが、通常の3倍になる。
第2回イベントの2週間前のメンテナンスでフィールドモンスターのAIが強化されたことによって、実質取得不可能なスキルとなる。
毒竜喰らい（ヒドライーター）
毒や麻痺を無効化するスキル。
取得条件は、毒竜をHPドレインによって倒すこと。
メイプルは毒竜を食い尽くすことで習得したが、食べることもHPドレインと同等の効果があったらしく、メイプル自身は武器を破壊された状況下で毒竜を倒すために食べただけであり、意図して入手したわけではない。
毒竜（ヒドラ）
紫色の魔法陣から、毒竜の姿をした毒を前方3方向に発射するスキル。地面に溜り、水に拡散する他、毒耐性の無い味方を巻き込んでしまう。
取得条件は、毒竜をHPドレインによって倒し【毒無効】スキルを進化させること。
また、MPを消費することによって下記の毒魔法を使用することができる。
パラライズシャウト
周囲にいるモンスターやプレイヤーを麻痺状態にするスキル。メイプルは、納刀時に発生する音をトリガーとしている。
致死毒の息
霧状の致死毒を発生させるスキル。
ヴェノムカッター
攻撃系スキル。威力は【毒竜】には遠く及ばない。
ヴェノムカプセル
球状の毒のカプセルに、対象を閉じ込めるスキル。立て続けに発動することで、直径約2メートルずつ拡大させることができる。
ポイズンランス
槍状の毒を突き出すスキル。
アシッドレイン
空中に展開した魔法陣から、直径約15センチの毒の塊の雨を降らせるスキル。

悪食（あくじき）
相手の武器や魔法による攻撃など、触れたものを問答無用で使用者のMPに変換するスキル。モンスターやライバルプレイヤーに触れた場合は相手にダメージを与える。
取得条件は、致死性の劇物を一定量経口摂取することであり、メイプルは爆発テントウを食べて習得した。
容量オーバーのMPは、魔力結晶として体内に蓄えられる。メイプルはこのスキルを【闇夜ノ写】に付与しており、魔力結晶は【闇夜ノ写】の装飾として浮かび上がるようになっている。
常時発動スキルであり、当初は回数制限はなかったが、触れただけで何でもかんでも問答無用で吸収されてしまうことが余りにも強力過ぎて一方的になりすぎたため、第2回イベントの2週間前のメンテナンスで修正され、1日10回までの回数制限が設けられ、どんな些細な攻撃でも適用されるという弱体化を受けた。
爆弾喰らい（ボムイーター）
所持者：メイプル
爆発系攻撃のダメージを50%カットするスキル。
取得条件は、爆発テントウをHPドレインによって倒すこと。
当然、爆発テントウを食べる事でも取得可能。
水晶壁
スキルを発動したプレイヤーのHPと同じ値のHPの壁を半径5メートル以内に出現させる。使用後、再使用可能まで5分のクールタイムがある。
念力（サイコキネシス）
任意のモンスターを浮かせるスキル。モンスター以外には作用しない。モンスターごとに設定された抵抗確率によって成功率が異なり、一度失敗したモンスターに対しては1時間再使用できない。MPの消費量はモンスターの抵抗確率によって異なる。その為、抵抗確率が全くないシロップに対して使用すると、MP消費を一切消費せずに無制限に使用可能となっている。
身捧ぐ慈愛
一定のHPを消費することによって、使用者から半径10メートルの円柱の範囲にいるパーティーメンバー全員に【カバー】が働くスキル。使用者の外見は金髪青目に変化し、背中からは白い翼が生え、頭上には輝く輪が出現する。また発動時、使用者は防御貫通攻撃に弱い。
取得条件は、スキルクエスト【博愛の騎士4】のクリア後に発生するエクストラクエスト【身捧ぐ慈愛】をクリアすること。
また、HPコストを支払うことによって下記のスキルを使用することができる。回復スキルも内包されているが、いずれのスキルも使用者自身を回復させることはできない。
イージス
全ての攻撃を無効化する光のドームを出現させる。
慈愛の光

羊喰らい（シープイーター）
「発毛」と唱えると全身から羊毛が生えるスキル。刈ってもらった羊毛は素材になる。
防御能力はあるが、羊毛であるため耐火性能が無く、火によって燃えてしまう上、発動中は殆ど動く事が出来ない。
ただし、その状態でも内部から攻撃する事は可能。
本体に当てる必要がある貫通攻撃に対して効果があるかは不明。
滲み出る混沌（にじみでるこんとん）
使用者の身体から滲み出した黒い光が、悪魔に酷似した巨大な「化物」に変化し前方に発射される攻撃スキル。
取得条件には、スキル【身捧ぐ慈愛】が関わっている。
この他にも、下記の二つのスキルが内包されている。
暴虐
使用者自身が「化物」に変身するスキル。【STR】と【AGI】が50ずつ上昇し、HPが1000になる。ただし装備の能力値上昇や装備のスキルは使用不能となる。声にはノイズが混じる。外見も能力も悪魔（モンスター）そのものだが、使用者の意思で操作することができる。使用者が「化物」の腹部を破る、または「化物」のHPが0になるとスキルは解除され、使用者は無傷で分離する。使用可能回数は1日1回 。ただし発動中に日をまたいでも強制解除されることはなく、解除してもその日の分の使用回数は消費されない。
捕食者
使用者の足元を覆う真っ黒な光から2匹の「捕食者」を出現させるスキル。「捕食者」は体長約3メートルで、悪魔に酷似しているが手足は生えておらず、近くにいる敵を使用者の意思とは無関係に攻撃する。また、「捕食者」の攻撃には【呪縛】の効果が付与されている。使用者が「封印」と唱えればスキルは解除される。

機械神
機械神（一代目）の力を司るスキル。使用者の装備を破壊し、銃器や刀剣などの武器を展開する。一度装備を破壊すると、一定回数（装備によって異なる）は武装を生み出すことができる。「攻撃開始」と唱えると、レーザーや銃弾を連射する。防御力が高ければ、砲撃の反動を利用した飛行も可能。攻撃の威力は代償とする装備によって異なり、使用者自身の【STR】値は関与しない。
下記の武装展開は、【毒竜の迷宮】のユニークシリーズのもの。
全武装展開
全身の装備から武装を展開した状態。大盾を持つ腕（左腕）の部分からは銃器、短刀を持つ腕（右腕）からは黒い刃、背中からは砲身が展開され、それらを支えるために足腰に機械を纏う。胸部から腹部にかけては大小様々な歯車が回転している。
展開・左手
左腕の部分から銃器を展開した状態。
刀剣展開
右腕の部分から使用者の身長程の刀剣を展開した状態。スキルの補助があるため、重くなった腕も動かすことができる。
砲身展開
全身から兵器を展開した状態。
ブレイク・コア
対象範囲内を攻撃不可にし、自他共に爆発系の大ダメージを与える自爆スキル。使用者の心臓部分に穴が空いて赤い輝きを放つ小さな球体が飛び出し、スキルの対象が宙に浮いたその球体の周りを旋回して、5秒後に爆発する。【機械神】の中で唯一装備を対価としない。
ドリル武装展開
アニメ第二期4話にて登場。巨大なドリルに変化する。ヘビーウェイトと組み合わせる事でノックバックを無効化し、継続ダメージを与え続ける事が可能。
ピアースガード
貫通攻撃を無効化する。使用後クールタイムあり。
蠱毒の呪法（こどくのじゅほう）
毒系統のスキルに確率20%の即死効果を付与する。毒無効をも突破する。
百鬼夜行
巨大な赤鬼と青鬼を1分間召喚するスキル。取得条件は四層にいる「主」を倒すこと。
召喚した鬼の強さはスキルレベルに依存し、スキルレベルを上げる為には再び「主」を倒さねばならない。
天王の玉座
スキル発動後に出現する玉座に座っている者へのダメージを軽減し、毎秒HPを2%回復させるスキル。半径30メートル以内にいる者（自分を含む）の【属性：悪】のスキルを使用不可にする（メイプルの場合【毒竜】【悪食】【滲み出る混沌】【蠱毒の呪法】など）。取得条件は【身捧ぐ慈愛】を取得した上で「光の王」のモンスターを倒すこと。
ポルターガイスト
MPを10消費して、5分間魔法と一部のスキルを自在に動かすことができるようになる。最大10個同時操作可能。ただし操作できるものは、【ポルターガイスト】使用者自身に関係する魔法・スキルに限る。例えば【機械神】のレーザーに対して発動すれば、レーザーを剣のように振り回すことができるようになる。
水底への誘い
触手を操るスキル。攻撃した相手を麻痺状態にする。
メイプルはこのスキルを【闇夜ノ写】に付与しているため、発動時は大盾を持っている腕ごと5本の触手に変化するようになっている。
大地の揺籠
少しの間地面に潜る。八層解放時点では地中は水の外扱いであり、海底に潜れば酸素（潜水可能時間）が回復する。
救済の残光
20メートル近くある光るフィールドを展開し、範囲内の味方の状態異常耐性の上昇と被ダメージの減少をさせ、徐々に回復させる。発動すると金髪青目になり、背中に4枚の羽根が生え、頭に尖った光でできた輪が現れる。【身捧ぐ慈愛】との同時発動が可能で、その場合はさらに【身捧ぐ慈愛】の天使の輪と2枚の羽根が現れる。スキルの入手には、八層の水中神殿の隠しボスを撃破してキーアイテム【天よりの光】を入手し、【天よりの光】が関係する水中山脈の洞窟の攻略をすることが必要。
方舟
【救済の残光】発動中に使用可能。5秒の待機時間の後、範囲内の味方と共に浮上、大量の水で攻撃し、最後に空中を含めた範囲内の任意の場所に味方と共に転移する。使用すると【救済の残光】の効果が切れる。
反転再誕
HP500を消費して特定のスキル一つを指定された異なるスキルに変更する。効果時間5分。変更後のスキルは【反転再誕】に依らない手段で取得できることが示唆されている。発動前のスキルを正反対にしたような性能を持つ。
届かぬ渇愛（元スキル：身捧ぐ慈愛）
黒い光が円形に広がり、その範囲内の味方プレイヤーと味方モンスターに使用者が受ける予定のダメージを肩代わりさせる。
黒い翼が生え、黒く染まった天使の輪が現れるため、見守りスレッドでは「速報 メイプルちゃん堕天する」と話題になった。
天上の守護獣（元スキル：暴虐）
硬質な外殻に守られた白い獣の姿になる。【暴虐】とは異なり手足が二本ずつになり、炎が吐けず、STRは増えない。一方、【暴虐】と同様のHP設定があり、ダメージを受ける度に被ダメージの減少と自身を含む味方のステータスが上昇する、光でできた剣が刺さったフィールドが生成される。
七層の谷底で練習していたところを名無しの魔法使いに目撃され、テイムモンスターやレアイベントと勘違いされた。
天王の玉座の反転再誕
滅殺領域（元スキル：救済の残光）
黒いフィールドを展開し、範囲内に入った者を敵味方問わず無差別攻撃し、ダメージを受けた者に回復効果の阻害と状態異常を与える。発動すると黒い羽が伸び、赤黒い光を放つ輪が現れ、赤黒いスパークを発し、【大天使】装備すらも黒く変化させた見た目になる。
【身捧ぐ慈愛】と同時発動が可能で、メイプルが使用すると、防御力によって味方への攻撃と状態異常が無力化され、範囲内の敵だけが攻撃されるようになる。【身捧ぐ慈愛】と同様にフィールドは円柱状に展開し、高さ方向の制限が無い。
古代兵器
手のひらサイズの黒い立方体の装備品【ロストレガシー】に付与されているスキル。
所有者が攻撃した時と攻撃を受けた時に追加でエネルギーを取得する。溜まったエネルギーを消費することによって、ガトリング砲や檻状のレーザー網の展開など、様々な武器に形態変化する。一定時間エネルギーを得られなかった場合、溜めたエネルギーは時間経過と共に徐々に減少する。自律型の装備であり、使用者はスキル名【古代兵器】と詠唱する他には操作は無く、自動的に武器展開・攻撃が行われる。
攻撃を受けた時にもエネルギーを溜められるが、その際にダメージを受けている必要は無い。また、爆弾を用いた自爆に対しても有効。
再誕の闇
スキル使用者を中心とした泥状の闇を展開し、一定時間範囲内に入った味方となる存在、すなわち【捕食者】などの召喚モンスター、パーティーメンバーおよびテイムモンスターを生贄に、【暴虐】を彷彿させる化物を生み出す。第10回イベントでは同陣営プレイヤーと自陣営生息モンスターも生贄対象となる。生贄になったモンスターやプレイヤーは死亡扱いになる。生み出した化物には大まかな指示を出すことができ、闇の展開終了後もHPが尽きるまで残る。
毒性分裂体
MPを消費して最大3体の分身を生み出す。分身体の能力はプレイヤーと装備品のステータスに準ずるが、スキルは一切持たない。ある程度指示することができるが、プレイヤーが何も指示しなかった場合は自動的に毒で攻撃する。
スキル再発動で弾け飛び、毒液を撒き散らす。

#### サリーのスキル
蜃気楼（しんきろう）
相手の視覚情報での座標と本当の座標とにズレを生じさせるスキル。対象は使用者以外の全てのモンスターとプレイヤー。使用可能回数は1日10回で、効果時間は5秒。作り出した映像は、攻撃が与えられると効果を失って消滅する。
大海（たいかい）
使用者を中心に、水を発生させて円状に薄く広げるスキル。発生する水は、触れたモンスターやプレイヤー（使用者以外）の【AGI】を20%減少させる。空中では使用できない。範囲は半径10メートルで固定されている。使用可能回数は1日3回で、持続時間は10秒。
追刃
武器での攻撃が成功した時にその攻撃の三分の一の威力の追撃が発動するスキル。
剣ノ舞
相手の攻撃をかわす度に【STR】が1%上昇するスキル。最大が100%で、ダメージを受けると上昇値は消える。
取得条件は、レベル25に到達するまでノーダメージであること。
空蝉
1日に1度だけ自身への致死ダメージを無効化するスキル。1分間【AGI】が50%上昇する。
取得条件は、レベル35に到達するまでノーダメージであること。
氷柱
氷の柱を最大5本、地面から生み出すスキル。氷の柱は破壊不可能だが、生み出してから1分経過すると消滅する。サリーは主に足場として使用する。
糸使い
両手足から蜘蛛糸を射出するスキル。
サリーは蜘蛛のモンスターの目玉を食べることによって取得した。
黄泉への一歩
空中に足場を作るスキル。足場は作ってから10秒後に消滅する。
偽装
スキル、魔法及び装備の名称、見た目を変更できる。
魔法の偽装の例として、ファイヤーボールと称してウィンドカッターのエフェクトで飛ぶウォーターボールを放つ。
変幻自在
ユニークシリーズの短剣【無形の刃】に付与されたスキル。武器種を大剣や大盾などに即座に自由に変えられる。武器種の扱いは短剣のままなので、スキルは短剣用のものが適用され、カバームーブなどの他武器種のスキルは使用できない。
ホログラム
一定時間内に使用されたスキル、魔法と全く同じ見た目のものを発動することができる。ただし、エフェクトが発生する以上の効果は無い。
例えば、メイプルが【毒竜】を放った後にサリーが【毒竜】を唱えると、サリーからも【毒竜】が放たれて毒液が地面に溜まりもするが、触れてもダメージが発生しない。
【機械神】の全武装展開と部分展開は別々の扱いになる。
虚実反転
【影分身】の分身体や【ホログラム】で生成されたものなど、ダメージを与えることができなかったものにダメージ効力を持たせるようになり、反対に、ダメージ効力のあったものはダメージを与えられなくなる。よって、メイプルの【毒竜】や【機械神】などをサリーが本当の攻撃として放つことができるようになる。対象のスキル一つを選択して発動。効果時間15秒。再使用可能になるまで30分。

#### クロムのスキル
バトルヒーリング
戦闘中、10秒ごとにHPが1%回復する。
魂喰らい（ソウルイーター）
モンスターやプレイヤーを倒した際、HPが最大HPの1割だけ回復するスキル。
デッド・オア・アライブ
HPが0になっても50%の確率で生存するスキル。その際、HPは1だけ残る。
命喰らい（ライフイーター）
相手にダメージを与えた際、与えたダメージの3分の1だけ所持者のHPが回復するスキル。
吸魂
攻撃によるダメージを受けた際に所持者のHPが3%回復するスキル。
精霊の光
発動してから10秒間すべてのダメージを無効化するスキル。

#### イズのスキル
天邪鬼な錬金術
ゴールドを一部の素材に変換することが可能になるスキル。
魔法工房
あらゆる場所で工房が使用可能になるスキル。
新境地
新アイテムの製造が可能になるスキル。

#### カスミのスキル
刀術
以下のスキルを内包している。
一ノ太刀・陽炎
敵の目の前に瞬間移動して斬りつけるスキル。
三ノ太刀・孤月
発動後、プレイヤーはしばらく硬直したまま。
四ノ太刀・旋風
高速で斬り上げと切り下ろしをそれぞれ2回行うスキル。
六ノ太刀・焔
炎に包まれた刀身で斬りつけるスキル。
七ノ太刀・破砕
大上段から斬り下ろすスキル。ノックバック効果が付与されている。
十の太刀・金剛
状態異常耐性を上昇させ、被ダメージを軽減させるスキル。【AGI】と【DEX】が低下するデメリットがある。
終ワリノ太刀・朧月
目に見えない速度で連続で斬りつけるスキル。発動中は使用者の髪色が白、瞳が緋色に変化し、発動後はステータスが大幅に減少し一部のスキルも使用不可能になる。
始マリノ太刀・虚
発動中は使用者の外見が【終ワリノ太刀・朧月】と同様に変化する。代償として、自身の装備の耐久値を大幅に減少させる。

妖刀
「装備中のHP減少」「MP減少」「一時的ステータス減少」「永続的ステータス減少」「身体制限」をそれぞれ対価とした五つのスキルを内包している。
血刀
液体化させた赤い刃で広範囲の敵にダメージを与えるスキル。HP減少を対価とする。
紫幻刀
右手・左手に交互に出現する刀で10回斬りつけた後、放り投げられることで10本に増えた刀が敵を包囲し刺し貫く、計20連撃のスキル。身体制限（発動後、10分間は身体が幼児化したまま）を対価とする。
武者の腕
使用者の側に二刀流の巨大な両腕を出現させるスキル。使用者が妖刀を持つのと同じ側の腕の刀は使用者のそれと連動し、さらに火属性が付与されている。一時的なステータス減少を対価とする。

#### カナデのスキル
神界書庫（アカシックレコード）
ルービックキューブの形をした魔法使いの杖【神々の叡智】に付与されたスキル。戦闘系スキル、生産系スキル、その他スキルからそれぞれ3つずつ、合計9個のスキルをランダムに取得するスキル。取得できるスキルのスキルレベルは【中】または【V】で固定されている。使用後、1日（ゲーム内時間）経過すると【神界書庫】で取得したスキルは消滅する。使用者がすでに取得済みのスキルは、取得することはできない。
魔導書庫
MPを使用する魔法とスキルを【魔導書】として専用の【本棚】に保管するスキル。【魔導書】は本型で、作成時間はどのスキルも30分。【本棚】は全部で5つあり、いずれも正六面体で実体がない。保管された魔法やスキルは【魔導書】を使用するまで使用不可。【魔導書】の作成には、通常の消費MPの2倍を必要とする。使用すると消費されてなくなるが、カナデのテイムモンスターであるソウに使用させれば実質無制限である。
取得条件は、二層の端の図書館にあるミルクパズルを解くこと。
このスキルは専用のルービックキューブに付与されているが、【神々の叡智】を所持している場合はそちらに追加される。
技能書庫
MPを使用しないスキル（すなわち、【魔導書庫】で保管できなかったスキル）を【技能書】として専用の【本棚】に保管するスキル。保管されたスキルは【技能書】を使用するまで使用不可。
取得条件は、八層の水没した建物に隠されたミルクパズルを解くこと。
このスキルも専用のルービックキューブに付与されており、【神々の叡智】を所持している場合はそちらに追加される。他方では、杖専用のスキルではないため【神々の叡智】が無くても取得できるが、【神界書庫】による日替わりスキルの取得が前提の仕様であるため、結果として【神々の叡智】が必要になる。

#### マイとユイのスキル
侵略者
所持者の【STR】を2倍にするスキル。
取得条件は、【STR】値が100以上のステータスで一定時間内にボスモンスターを所定の数だけ倒すこと。
破壊王
両手の装備スロットを必要とする武器が片手で装備可能になるスキル。
取得条件は、【STR】値が100以上のステータスで一定の時間内にダンジョンをクリアすること。
決戦仕様（デストロイモード）
発動中、攻撃の判定を拡大。スキル再使用までの時間大幅短縮。【VIT】半減。被ダメージ二倍。
第7回イベントのメダルで獲得した。
飛撃（ひげき）
衝撃波を放つ。
投擲
アイテム投げつけの攻撃力を上昇させる。
ウェポンスロー
【飛撃】と【投擲】から派生するスキル。使用者自身と【救いの手】が装備している武器全てを投げつける。一つだけ投げることはできない。敵からすれば、遠距離から即死級威力の大槌が一人あたり最大8本、二人分で計16本飛んで来ることになる。投げた後の武器は装備解除することによって回収することができる。

#### 複数のキャラクターが所持するスキル
大物喰らい（ジャイアントキリング）
所持者：メイプル、マイ、ユイ
【STR】【VIT】【AGI】【DEX】【INT】のうち、4つ以上のステータスが相手よりも低い値のとき、HPとMP以外のステータスが2倍になる。
取得条件は、【STR】【VIT】【AGI】【DEX】【INT】のうち、4つ以上のステータスが相手モンスターの半分以下の値の状態で、かつ単独で対象のモンスターを討伐すること。
プレイヤーの意思とは無関係にステータスが上下するため、極振りしていないプレイヤーが所持すると感覚のズレが生じることがある。
カバー
所持者：メイプル、クロム
隣にいるパーティーメンバーを、相手の攻撃から庇うスキル。
カバームーブ
所持者：メイプル、クロム
【AGI】値を無視して、半径5メートル以内にいるパーティーメンバーの元に移動できるスキル。ただし、スキル使用後の30秒間は、相手から受けるダメージが2倍になる。
メイプルはこれを連続使用して強制的に【AGI】値0と言う状態でもそれを無視した高機動を実現していた。
取得条件は、スキルショップで購入すること。
超加速
所持者：サリー、カスミ、ペイン、ドレッド
一分間、使用者の【AGI】を50%上昇させるスキル。一度使用すると、再使用に30分かかる。
取得条件は、専用のスキルクエストをクリアすること。
ドレッドは超加速の上位スキルにあたると思われ、彼の異名にもなっている【神速】も所持している。
不屈の守護者
所持者：メイプル、クロム
どんな攻撃を受けても、HPを1だけ残して耐える大盾専用スキル。1日に1回だけ発動する。
取得条件は、HPが1割以下の状態で味方を庇うこと。
ペインもHPを1残して耐えた事があったが、これは【不屈の守護者】に類似した現時点では名称不明の別スキルである。
連撃剣
所持者：サリー、ドレッド
剣による素早い連続斬り。【倍数詞＆スラッシュ】で表現され、2連撃の【ダブルスラッシュ】、3連撃の【トリプルスラッシュ】、5連撃の【クインタプルスラッシュ】などがある。二刀流である場合はさらに倍になり、【ダブルスラッシュ】は4連撃、【クインタプルスラッシュ】は10連撃になる。
プレイヤーの技量に依らない連続攻撃が可能だが、動きは決まっており、また、発動させると途中で止めることができないため、攻撃を読まれて対処されると隙を晒してしまうデメリットがある。
サリーはスキルを発動させずに自力で動きを再現することができる。
クイックチェンジ
事前に設定しておいた装備に変更する。もう一度詠唱すると元の装備に戻る。

## 評価
文芸評論家の細谷正充は、本作はガラパゴス化によって生まれた「VRMMOもの」という独自の進化を遂げた小説ジャンルの系譜であり、現実のMMOの常識にとらわれずにそういうジャンルだと割り切って楽しめばいいと話している。また掲示板回について、主人公の活躍を描くエンターテインメント作品として重要なポイントになっていると述べている。

## 既刊一覧

### 小説
- 夕蜜柑（著）・狐印（イラスト） 『痛いのは嫌なので防御力に極振りしたいと思います。』 KADOKAWA〈カドカワBOOKS〉、既刊19巻（2025年3月10日現在）
  1. 2017年9月10日初版発行（9月8日発売[58]）、ISBN 978-4-04-072441-6
    - 『限定キャラクターデザイン集同梱パック』、2019年12月18日発売[59]、ISBN 978-4-04-073494-1

  2. 2017年12月10日初版発行（同日発売[60]）、ISBN 978-4-04-072443-0
  3. 2018年4月10日初版発行（同日発売[61]）、ISBN 978-4-04-072688-5
  4. 2018年8月10日初版発行（同日発売[62]）、ISBN 978-4-04-072697-7
  5. 2018年12月10日初版発行（同日発売[63]）、ISBN 978-4-04-072698-4
  6. 2019年4月10日初版発行（同日発売[64]）、ISBN 978-4-04-073115-5
  7. 2019年8月10日初版発行（8月9日発売[65]）、ISBN 978-4-04-073116-2
  8. 2019年12月10日初版発行（同日発売[66]）、ISBN 978-4-04-073117-9
  9. 2020年3月10日初版発行（同日発売[67]）、ISBN 978-4-04-073118-6
  10. 2020年8月10日初版発行（8月7日発売[68]）、ISBN 978-4-04-073759-1
  11. 2021年1月10日初版発行（1月9日発売[69][70]）、ISBN 978-4-04-073760-7 / ISBN 978-4-04-073891-8（ドラマCD付き特装版）
  12. 2021年8月10日初版発行（同日発売[71]）、ISBN 978-4-04-074129-1
  13. 2022年3月10日初版発行（同日発売[72][73]）、ISBN 978-4-04-074365-3 / ISBN 978-4-04-073891-8（ドラマCD付き特装版）
  14. 2022年8月10日初版発行（同日発売[74]）、ISBN 978-4-04-074630-2
  15. 2023年1月10日初版発行（同日発売[75][76]）、ISBN 978-4-04-074812-2 / ISBN 978-4-04-074813-9（イラスト小冊子付き特装版）
  16. 2023年8月10日発売[77]、ISBN 978-4-04-075096-5
  17. 2024年3月8日発売[78]、ISBN 978-4-04-075348-5
  18. 2024年8月9日発売[79]、ISBN 978-4-04-075565-6
  19. 2025年3月10日発売[80]、ISBN 978-4-04-075848-0

### 漫画
- おいもとじろう（漫画）・夕蜜柑（原作）・狐印（キャラクター原案） 『痛いのは嫌なので防御力に極振りしたいと思います。』 KADOKAWA〈角川コミックス・エース〉、既刊8巻（2023年11月25日現在）
  1. 2018年11月26日初版発行（11月24日発売[81]）、ISBN 978-4-04-107718-4
  2. 2019年8月26日初版発行（同日発売[82]）、ISBN 978-4-04-108577-6
  3. 2020年2月26日初版発行（同日発売[83]）、ISBN 978-4-04-108578-3
  4. 2021年1月26日初版発行（同日発売[84]）、ISBN 978-4-04-110920-5
  5. 2021年10月26日初版発行（同日発売[85]）、ISBN 978-4-04-111912-9
  6. 2022年8月26日初版発行（同日発売[86]）、ISBN 978-4-04-111913-6
  7. 2023年2月25日初版発行（同日発売[87]）、ISBN 978-4-04-113329-3
  8. 2023年11月25日初版発行（同日発売[88]）、ISBN 978-4-04-114355-1
- 『痛いのは嫌なので防御力に極振りしたいと思います。コミックアンソロジー』 KADOKAWA〈電撃コミックスNEXT〉、2020年1月27日初版発行（同日発売[89]）、ISBN 978-4-04-913000-3

## テレビアニメ
2018年12月にアニメ化企画進行中であることが、2019年8月にテレビアニメ化がそれぞれ発表された。第1期は2020年1月から3月までAT-Xほかにて放送された。AT-Xでは放送前に前話ダイジェストが放送された。
第1期の放送終了後に続編の制作が発表された。第2期『痛いのは嫌なので防御力に極振りしたいと思います。2』は当初2022年から放送予定であることが発表されていたが、延期され、2023年1月から4月までAT-Xほかにて放送された。途中、新型コロナウイルスの感染拡大の影響により放送・配信日の変更がされている。

### スタッフ
|                               | 第1期                                                    | 第2期                                        |
| ----------------------------- | -------------------------------------------------------- | -------------------------------------------- |
| 原作                          | 夕蜜柑                                                   | 夕蜜柑                                       |
| キャラクター原案              | 狐印                                                     | 狐印                                         |
| 監督                          | 大沼心                                                   | 大沼心                                       |
| 監督                          | 湊未來                                                   | N/A                                          |
| シリーズ構成                  | 志茂文彦                                                 | 志茂文彦                                     |
| キャラクターデザイン          | 平田和也                                                 | 平田和也                                     |
| 総作画監督                    | 平田和也                                                 | 平田和也                                     |
| 総作画監督                    | 山吉一幸                                                 | 本多弘幸                                     |
| プロップデザイン              | 澤入祐樹、佐藤香織                                       | 澤入祐樹、佐藤香織                           |
| 武器デザイン                  | 青木慎平                                                 | 青木慎平                                     |
| 武器デザイン                  | N/A                                                      | 前嶋弘史                                     |
| クリーチャーデザイン          | あぼしまこ、HB2P                                         | あぼしまこ、HB2P                             |
| クリーチャーデザイン          | N/A                                                      | 堀光明、藤井ありさ                           |
| 美術監督                      | 新城湧基                                                 | 新城湧基                                     |
| 美術監修                      | 前田実                                                   | N/A                                          |
| 美術設定                      | 上野比呂美                                               | 前田実                                       |
| 色彩設計                      | 平間夏美                                                 | 平間夏美                                     |
| 撮影監督                      | 佐藤敦                                                   | 佐藤敦                                       |
| 3D監督                        | 北村浩久                                                 | 北村浩久                                     |
| 編集                          | 近藤勇二                                                 | 近藤勇二                                     |
| 音響監督                      | 小泉紀介                                                 | 小泉紀介                                     |
| 音響効果                      | 川田清貴                                                 | 川田清貴                                     |
| 音響制作                      | 神南スタジオ                                             | 神南スタジオ                                 |
| 音楽                          | 増田太郎                                                 | 増田太郎                                     |
| 音楽プロデューサー            | 高井麗                                                   | 高井麗                                       |
| 音楽制作                      | MAGES.                                                   | MAGES.                                       |
| 統括プロデューサー            | 安藤盛治                                                 | N/A                                          |
| プロデューサー                | 德村憲一、梅田和沙、井上健太郎、下里悟                   | 德村憲一、梅田和沙、井上健太郎、下里悟       |
| プロデューサー                | 新井孝介、森井巧 川本晃生、礒谷徳知 有水宗治郎、大橋正夫 | 木村天、石黒孝佳 柴山智歩、深谷成輝 金子逸人 |
| アニメーション プロデューサー | 金子逸人                                                 | 原田大資                                     |
| アニメーション制作            | SILVER LINK.                                             | SILVER LINK.                                 |
| 製作                          | 防振り製作委員会                                         | 防振り2製作委員会                            |

### 主題歌
「究極アンバランス！」
純情のアフィリアによる第1期および第2期第1話オープニングテーマ。作詞・作曲は志倉千代丸、編曲は悠木真一。
「Play the world」
佐々木李子による第1期エンディングテーマ。作詞はhotaru、作曲・編曲は齋藤大。
「Good Night」
佐々木李子による第1期および第2期挿入歌。作詞は徐賢眞と雨野どんぐり、作曲は徐賢眞、編曲は水島康貴。
「この盾に、隠れます。」
純情のアフィリアによる第2期オープニングテーマ。作詞・作曲は志倉千代丸、編曲は大沢圭一。
「Step for Joy」
FRAMによる第2期エンディングテーマ。作詞は東乃カノ、作曲・編曲はamazuti。
「As You Wish」
FRAMによる第2期挿入歌。作詞は姜藝利、作曲・編曲は湯原聡史。
「Scutum」
FRAMによる第2期挿入歌。作詞は姜藝利、作曲・編曲は湯原聡史。

### 各話リスト
| 話数     | サブタイトル                 | 脚本     | 絵コンテ         | 演出           | 作画監督 | 初放送日       |       |       |       |       |       |       |       |       |       |       |       |       |       |       |       |       |       |       |
| 第1期    | 第1期                        | 第1期    | 第1期            | 第1期          | 第1期 | 第1期          | 第1期 | 第1期 | 第1期 | 第1期 | 第1期 | 第1期 | 第1期 | 第1期 | 第1期 | 第1期 | 第1期 | 第1期 | 第1期 | 第1期 | 第1期 | 第1期 | 第1期 | 第1期 |
| -------- | ---------------------------- | -------- | ---------------- | -------------- | --- | -------------- | ----- | ----- | ----- | ----- | ----- | ----- | ----- | ----- | ----- | ----- | ----- | ----- | ----- | ----- | ----- | ----- | ----- | ----- |
| 第一話   | 防御特化と初戦闘。           | 志茂文彦 | 湊未來           | 伊部勇志       | 水﨑健太 青木慎平 古谷梨絵 前嶋弘史 寿夢龍                                                                                              | 2020年 1月8日  |       |       |       |       |       |       |       |       |       |       |       |       |       |       |       |       |       |       |
| 第二話   | 防御特化とお友達。           | 志茂文彦 | 細田直人         | 丸山由太       | 古谷梨絵 船越麻友美 寿夢龍 | 1月15日        |       |       |       |       |       |       |       |       |       |       |       |       |       |       |       |       |       |       |
| 第三話   | 防御特化と二層攻略。         | 志茂文彦 | 田村正文         | 田村正文       | 井上美香 今田茜 上西麻耶 原口渉 久松沙紀 船越麻友美                                                                                     | 1月22日        |       |       |       |       |       |       |       |       |       |       |       |       |       |       |       |       |       |       |
| 第四話   | 防御特化と第二回イベント。   | 永井真吾 | 米田紘           | 福多潤         | 前嶋弘史 水﨑健太 金正男 原口渉 森悦史 青木慎平 福地和浩                                                                                | 1月29日        |       |       |       |       |       |       |       |       |       |       |       |       |       |       |       |       |       |       |
| 第五話   | 防御特化と戦利品。           | 永井真吾 | ほりうちゆうや   | ほりうちゆうや | 古谷梨絵 青木慎平 松井京介 寿夢龍 水﨑健太 船越麻友美 久松沙紀                                                                          | 2月5日         |       |       |       |       |       |       |       |       |       |       |       |       |       |       |       |       |       |       |
| 第六話   | 防御特化と新戦力。           | 志茂文彦 | ワタナベシンイチ | 伊部勇志       | 原口渉 寿夢龍 前嶋弘史 水﨑健太 船越麻友美 松井京介 木下由美子                                                                          | 2月12日        |       |       |       |       |       |       |       |       |       |       |       |       |       |       |       |       |       |       |
| 第七話   | 防御特化と強化。             | 志茂文彦 | 岩畑剛一         | 大沼心 湊未来  | 古谷梨絵 青木慎平 秋田英人 水﨑健太 久松沙紀                                                                                            | 2月19日        |       |       |       |       |       |       |       |       |       |       |       |       |       |       |       |       |       |       |
| 第八話   | 防御特化と第三回イベント。   | 永井真吾 | ワタナベシンイチ | 伊部勇志       | 澤入祐樹 佐藤香織 古谷梨絵 水﨑健太 青木慎平 大槻南雄 寿夢龍 船越麻友美 前嶋弘史                                                        | 2月26日        |       |       |       |       |       |       |       |       |       |       |       |       |       |       |       |       |       |       |
| 第九話   | 防御特化と第四回イベント。   | 永井真吾 | 田村正文         | 田村正文       | 青木慎平 船越麻友美 前嶋弘史 寿夢龍 水﨑健太 上西麻耶 吉川佳織 古谷梨絵                                                                 | 3月4日         |       |       |       |       |       |       |       |       |       |       |       |       |       |       |       |       |       |       |
| 第十話   | 防御特化と出撃。             | 志茂文彦 | ワタナベシンイチ | 福多潤         | 原口渉 金正男 水﨑健太 髙野奈央 船越麻友美 前嶋弘史 佐藤香織 寿夢龍 松井京介 久松沙紀 古谷梨絵                                          | 3月11日        |       |       |       |       |       |       |       |       |       |       |       |       |       |       |       |       |       |       |
| 第十一話 | 防御特化と強敵。             | 永井真吾 | 岩畑剛一         | ほりうちゆうや | 平田和也 山吉一幸 原口渉 澤入祐樹 佐藤香織 大槻南雄 寿夢龍 船越麻友美 水﨑健太 井上美香 前嶋弘史 松井京介 前田綾                        | 3月18日        |       |       |       |       |       |       |       |       |       |       |       |       |       |       |       |       |       |       |
| 第十二話 | 防御特化とつながり。         | 志茂文彦 | 細田雅弘         | 細田雅弘       | 澤入祐樹 船越麻友美 金正男 米田紘 水﨑健太 久松沙紀 髙橋瑞紀 青木慎平 佐藤香織 原口渉 大槻南雄 古谷梨絵 寿夢龍                          | 3月25日        |       |       |       |       |       |       |       |       |       |       |       |       |       |       |       |       |       |       |
| 第2期    |                              |          |                  |                | |                |       |       |       |       |       |       |       |       |       |       |       |       |       |       |       |       |       |       |
| 第一話   | 防御特化とクリスマス。       | 志茂文彦 | 岩畑剛一         | 関根侑佑       | 武志鵬 直木祥子 前嶋弘史 古谷梨絵 寿夢龍 米田紘 飯塚葉子 山村俊了                                                                       | 2023年 1月11日 |       |       |       |       |       |       |       |       |       |       |       |       |       |       |       |       |       |       |
| 第二話   | 防御特化と五層と六層。       | 志茂文彦 | ワタナベシンイチ | 鈴木真彦       | 永田正美 慧敏 龍光 Big Owl 小澤和則 | 1月18日        |       |       |       |       |       |       |       |       |       |       |       |       |       |       |       |       |       |       |
| 第三話   | 防御特化と第七回イベント。   | 志茂文彦 | 澤井幸次         | 小柴純弥       | 寿夢龍 直木祥子 松井京介 小林奈々海 木村拓馬 服部憲知 佐藤圭                                                                            | 1月25日        |       |       |       |       |       |       |       |       |       |       |       |       |       |       |       |       |       |       |
| 第四話   | 防御特化と塔攻略。           | 永井真吾 | 米田紘           | 山本隆太       | Big Owl CJT | 2月1日         |       |       |       |       |       |       |       |       |       |       |       |       |       |       |       |       |       |       |
| 第五話   | 防御特化と触手。             | 永井真吾 | 田村正文         | 関根侑佑       | 寿夢龍 古谷梨絵 前嶋弘史 飯塚葉子 佐藤圭 北島勇樹                                                                                       | 2月8日         |       |       |       |       |       |       |       |       |       |       |       |       |       |       |       |       |       |       |
| 第六話   | 防御特化とテイムモンスター。 | 志茂文彦 | 毛利和昭         | 熊野千尋       | 王敏 周健 劉冬冬 李偉峰 周晓华 龍光 小澤和則                                                                                            | 2月15日        |       |       |       |       |       |       |       |       |       |       |       |       |       |       |       |       |       |       |
| 第七話   | 防御特化と宝石探し。         | 永井真吾 | 沖田宮奈         | 菱川直樹       | 小澤和則 明光 慧敏 趙小川 陳玲玲 姜海華                                                                                                 | 3月8日         |       |       |       |       |       |       |       |       |       |       |       |       |       |       |       |       |       |       |
| 第八話   | 防御特化と第八回イベント。   | 永井真吾 | ワタナベシンイチ | 福多潤         | 堀光明 前嶋弘史 まつもとひろし GKセールス Revival SEED クレスト100studio                                                                | 3月15日        |       |       |       |       |       |       |       |       |       |       |       |       |       |       |       |       |       |       |
| 第九話   | 防御特化と拠点作り。         | 志茂文彦 | 岩畑剛一         | 鈴木真彦       | 永田正美 洪範錫 水野隆宏 明光 黄华 周婧 Revival 小澤和則                                                                                | 3月22日        |       |       |       |       |       |       |       |       |       |       |       |       |       |       |       |       |       |       |
| 第十話   | 防御特化と新コンビ。         | 永井真吾 | 毛利和昭         | 山本隆太       | 光の園・アニメーション CJT | 3月29日        |       |       |       |       |       |       |       |       |       |       |       |       |       |       |       |       |       |       |
| 第十一話 | 防御特化と新パーティ。       | 志茂文彦 | 米田紘           | 関根侑佑       | 米田紘 井上美香 前嶋弘史 北島勇樹 Animore 寿門堂 ラッドプラス                                                                           | 4月12日        |       |       |       |       |       |       |       |       |       |       |       |       |       |       |       |       |       |       |
| 第十二話 | 防御特化と大決戦。           | 志茂文彦 | 細田雅弘         | 細田雅弘       | 山吉一幸 原口渉 大槻南雄 西田美弥子 佐藤香織 前嶋弘史 松井京介 本多弘幸 井上美香 小澤和則 堀光明 申榮淳 VISTIA ワン・オーダー STUDIO CL | 4月20日        |       |       |       |       |       |       |       |       |       |       |       |       |       |       |       |       |       |       |

### 放送局
| 放送期間                | 放送時間                     | 放送局         | 対象地域   | 備考                                 |
| ----------------------- | ---------------------------- | -------------- | ---------- | ------------------------------------ |
| 2020年1月8日 - 3月25日  | 水曜 22:00 - 22:30           | AT-X           | 日本全域   | 製作参加 / CS放送 / リピート放送あり |
| 2020年1月9日 - 3月26日  | 木曜 1:35 - 2:05（水曜深夜） | TOKYO MX       | 東京都     |                                      |
|                         | 木曜 2:05 - 2:35（水曜深夜） | テレビ愛知     | 愛知県     |                                      |
|                         | 木曜 2:11 - 2:41（水曜深夜） | 朝日放送テレビ | 近畿広域圏 | 『水曜アニメ〈水もん〉』第1部        |
| 2020年1月11日 - 3月28日 | 土曜 1:00 - 1:30（金曜深夜） | BS11           | 日本全域   | BS放送 / 『ANIME+』枠                |

| 配信開始日        | 放送時間        | 配信サイト |
| ----------------- | --------------- | --- |
| 2020年1月8日      | 水曜 22:30 更新 | dアニメストア Amazon Prime Video |
| 2020年1月15日以降 | 未定            | Netflix Hulu バンダイチャンネル U-NEXT アニメ放題 ビデオパス J:COMオンデマンド ひかりTV AbemaTV GYAO! niconico FOD あにてれ Rakuten TV ビデオマーケット DMM動画 PlayStation Video HAPPY!動画 MOVIEFULL |

| 放送期間                | 放送時間                     | 放送局         | 対象地域   | 備考                                            |
| ----------------------- | ---------------------------- | -------------- | ---------- | ----------------------------------------------- |
| 2023年1月11日 - 3月29日 | 水曜 23:30 - 木曜 0:00       | AT-X           | 日本全域   | 製作参加 / CS放送 / 字幕放送 / リピート放送あり |
| 2023年1月12日 - 3月30日 | 木曜 1:30 - 2:00（水曜深夜） | TOKYO MX       | 東京都     |                                                 |
|                         |                              | BS11           | 日本全域   | BS放送 / 『ANIME+』枠                           |
|                         | 木曜 3:14 - 3:44（水曜深夜） | 朝日放送テレビ | 近畿広域圏 |                                                 |
| 2023年1月14日 - 4月1日  | 土曜 2:05 - 2:35（金曜深夜） | テレビ愛知     | 愛知県     |                                                 |

| 放送日        | 放送時間                     | 放送局         | 対象地域   | 備考                                            |
| ------------- | ---------------------------- | -------------- | ---------- | ----------------------------------------------- |
| 2023年4月12日 | 水曜 23:30 - 木曜 0:00       | AT-X           | 日本全域   | 製作参加 / CS放送 / 字幕放送 / リピート放送あり |
| 2023年4月13日 | 木曜 0:00 - 0:30（水曜深夜） | BS11           | 日本全域   | BS放送 / 『ANIME+』枠                           |
|               | 木曜 2:00 - 2:30（水曜深夜） | TOKYO MX       | 東京都     |                                                 |
|               | 木曜 3:14 - 3:44（水曜深夜） | 朝日放送テレビ | 近畿広域圏 |                                                 |
| 2023年4月15日 | 土曜 2:05 - 2:35（金曜深夜） | テレビ愛知     | 愛知県     |                                                 |

| 放送日        | 放送時間                     | 放送局         | 対象地域   | 備考                                            |
| ------------- | ---------------------------- | -------------- | ---------- | ----------------------------------------------- |
| 2023年4月20日 | 木曜 3:14 - 3:44（水曜深夜） | 朝日放送テレビ | 近畿広域圏 |                                                 |
|               | 木曜 3:30 - 4:00（水曜深夜） | TOKYO MX       | 東京都     |                                                 |
| 2023年4月21日 | 金曜 20:30 - 21:00           | AT-X           | 日本全域   | 製作参加 / CS放送 / 字幕放送 / リピート放送あり |
| 2023年4月22日 | 土曜 2:05 - 2:35（金曜深夜） | テレビ愛知     | 愛知県     |                                                 |
| 2023年5月4日  | 木曜 1:30 - 2:00（水曜深夜） | BS11           | 日本全域   | BS放送 / 『ANIME+』枠                           |

| 配信開始日        | 放送時間                   | 配信サイト |
| ----------------- | -------------------------- | --- |
| 2023年1月12日     | 木曜 0:00（水曜深夜） 更新 | dアニメストア |
| 2023年1月18日以降 | 未定                       | Amazon Prime Video Disney+ DMM TV FOD Hulu J:COMオンデマンドメガパック milplus見放題パックプライム Netflix TELASA U-NEXT アニメ放題 スマートパスプレミアム バンダイチャンネル ひかりTV AVOD ABEMA GYAO! ニコニコ TVOD Amazon ビデオ GYAO!ストア HAPPY!動画 music.jp Rakuten TV クランクイン!ビデオ ビデオマーケット ムービーフルPlus |

### BD / DVD
| 巻  | 発売日         | 収録話         | 規格品番  | 規格品番   |
| 巻  | 発売日         | 収録話         | BD        | DVD        |
| --- | -------------- | -------------- | --------- | ---------- |
| 1   | 2020年3月25日  | 第1話 - 第4話  | KAXA-7911 | KABA-10851 |
| 2   | 2020年4月24日  | 第5話 - 第8話  | KAXA-7912 | KABA-10852 |
| 3   | 2020年5月27日  | 第9話 - 第12話 | KAXA-7913 | KABA-10853 |
| BOX | 2022年11月25日 | 全12話         | KAXA-9843 | -          |

| 巻 | 発売日        | 収録話         | 規格品番  | 規格品番  | 規格品番   |
| 巻 | 発売日        | 収録話         | BD限定版  | BD通常版  | DVD        |
| -- | ------------- | -------------- | --------- | --------- | ---------- |
| 1  | 2023年3月24日 | 第1話 - 第4話  | KAXA-8531 | KAXA-8541 | KABA-11321 |
| 2  | 2023年5月24日 | 第5話 - 第8話  | -         | KAXA-8542 | KABA-11322 |
| 3  | 2023年6月28日 | 第9話 - 第12話 | -         | KAXA-8543 | KABA-11323 |

### CD
| 発売日        | タイトル                                                                | 規格品番  |
| ------------- | ----------------------------------------------------------------------- | --------- |
| 2020年3月25日 | TVアニメ『痛いのは嫌なので防御力に極振りしたいと思います。』SOUNDTRACK  | USSW-0244 |
| 2023年2月15日 | TVアニメ『痛いのは嫌なので防御力に極振りしたいと思います。2』SOUNDTRACK | USSW-0402 |

### Webラジオ
メイプル役の本渡楓とサリー役の野口瑠璃子によるWebラジオ『メイプルとサリーの防御特化とインターネットラジオ』が、音泉にて配信。初回は2020年1月15日に配信され、4月7日まで隔週火曜日に更新された。全7回。2022年4月1日にはエイプリルフール企画として配信された。第2期の放送に合わせ、2023年1月17日から4月25日まで『メイプルとサリーの防御特化とインターネットラジオ。2』が配信された。全7回。

#### ゲスト
メイプルとサリーの防御特化とインターネットラジオ
- 第3回（2020年2月11日） - 純情のアフィリア
- 第4回（2020年2月25日） - 加隈亜衣
- 第5回（2020年3月10日） - 早見沙織
- 第6回（2020年3月24日） - 佐藤聡美

メイプルとサリーの防御特化とインターネットラジオ。2
- 第4回（2023年3月14日） - 佐藤利奈
- 第5回（2023年3月28日） - FRAM

## ゲーム
痛いのは嫌なので防御力に極振りしたいと思います。〜らいんうぉーず！〜
2020年1月9日よりiOS用とAndroid用に配信されたスマートフォンゲーム。2021年9月21日をもってサービス終了。

## パチスロ・パチンコ
- パチスロ：スマスロ痛いのは嫌なので防御力に極振りしたいと思います。（2024年6月、サミー）[114]
- パチンコ：P痛いのは嫌なので防御力に極振りしたいと思います。（2025年4月、藤商事）[115]